# Dalbergien
Die Dalbergia, eingedeutscht auch Dalbergien oder Palisanderhölzer genannt, sind eine Pflanzengattung in der Unterfamilie der Schmetterlingsblütler (Faboideae) innerhalb der Familie der Hülsenfrüchtler (Fabaceae). Die 100 bis 300 Arten sind in der Neotropis und tropischen sowie subtropischen Gebieten Afrikas und Asiens verbreitet. Seit Januar 2017 unterliegt die gesamte Gattung dem Washingtoner Artenschutzabkommen. Der Gattungsname ehrt den schwedischen Militärangehörigen bei der holländischen Westindien-Kompanie in Surinam Carl Gustav Dahlberg (1721–1781).

## Beschreibung

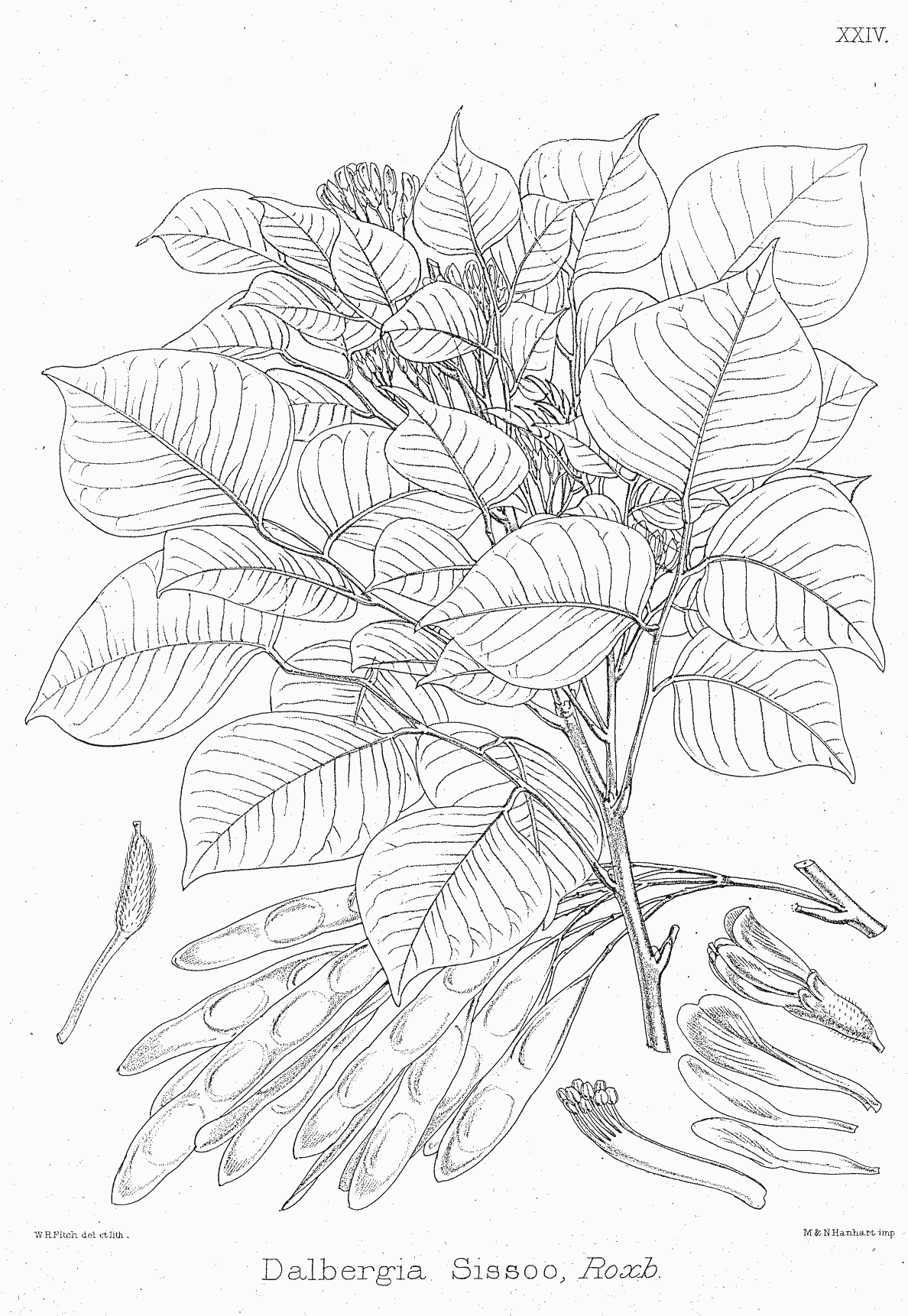
Illustration von Dalbergia sissoo

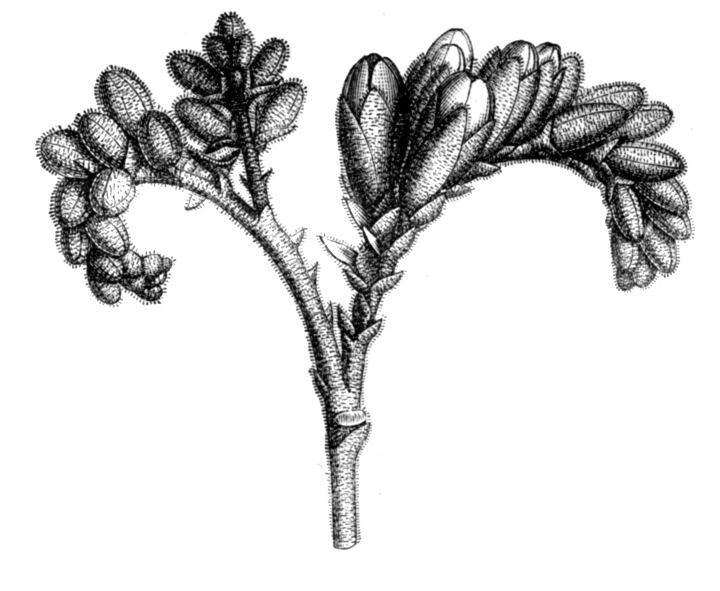
Illustration: Aufbau des Blütenstandes von Dalbergia brasiliensis

### Vegetative Merkmale
Dalbergia-Arten sind verholzende Pflanzen, die als kleine bis mittelgroße Bäume, Sträucher oder Lianen wachsen.
Die wechselständig angeordneten Laubblätter sind in Blattstiel und -spreite gegliedert. Die Blattspreite ist unpaarig oder paarig bis „falsch unpaarig“ gefiedert. Die Fiederblätter sind an der Blattrhachis meist wechselständig, selten gegenständig angeordnet. Es sind meist früh abfallende Nebenblätter vorhanden.

### Generative Merkmale
Es werden end- oder seitenständige traubige oder rispige Blütenstände gebildet. Die Hochblätter sind nur klein.
Die zwittrigen Blüten sind zygomorph und fünfzählig mit doppelter Blütenhülle. Die Kelchblätter sind zu einem glockenförmigen Kelch verwachsen, mit unterschiedlichen Kelchzähnen. Die grünlich, weißlich bis purpurnen Kronblätter haben den typischen Aufbau der Schmetterlingsblütler. Es sind neun bis zehn Staubblätter, die untereinander unterschiedlich verwachsen sind, vorhanden, meist mona- oder diadelphisch.
Die dünnen, flachen und papierigen bis ledrigen Hülsenfrüchte enthalten ein bis vier Samen, sie öffnen sich nicht. Die abgeflachten Samen sind oft nierenförmig.

## Ökologie
Als Diasporen dienen die sich nicht öffnenden Hülsenfrüchte, die vom Wind ausgebreitet werden.
Die Laubblätter einiger Dalbergia-Arten dienen den Raupen einiger Schmetterlingsarten als Nahrung; die Art Bucculatrix mendax frisst ausschließlich Blätter der Art Dalbergia sissoo.

## Systematik und Verbreitung

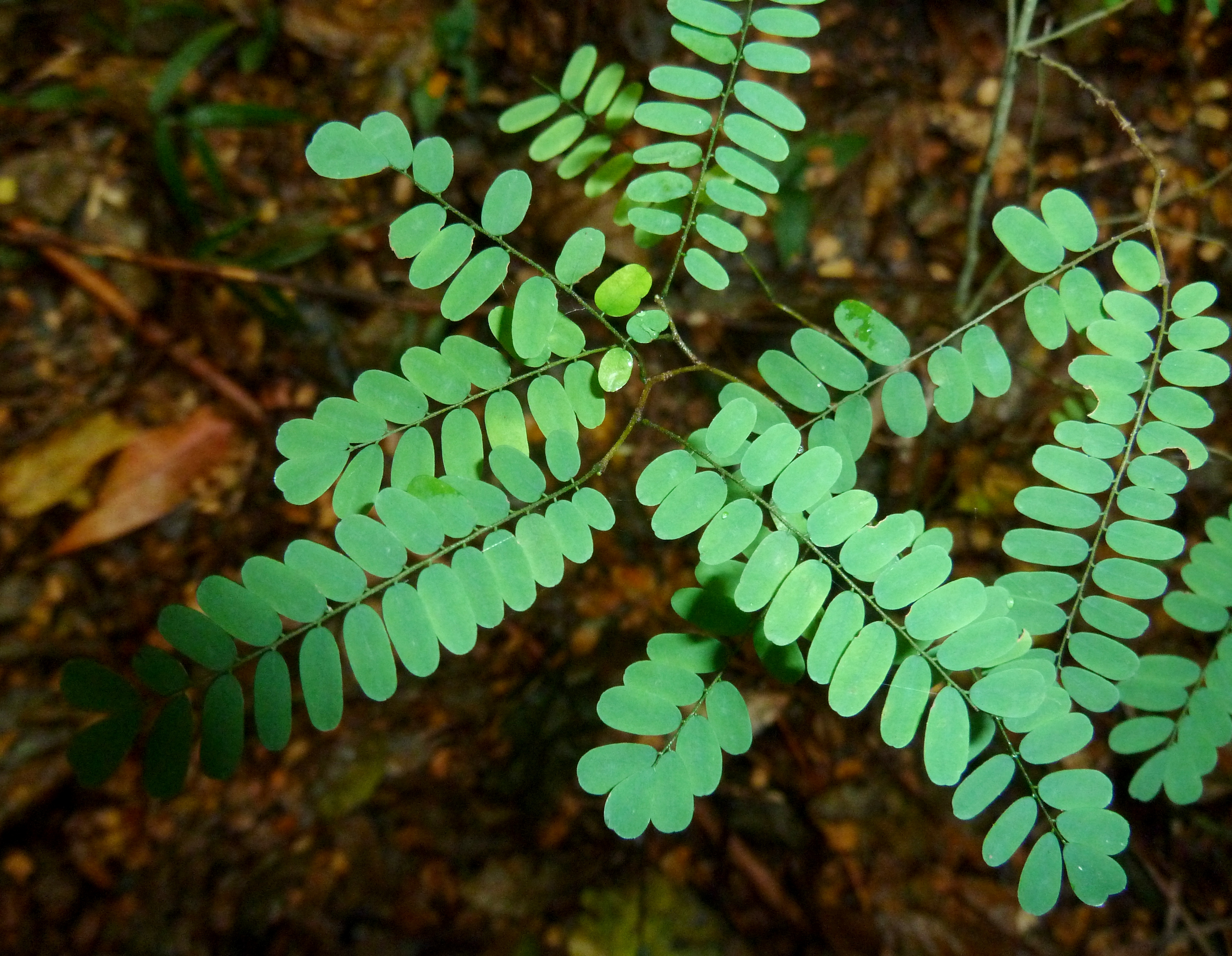
Unpaarig gefiederte Laubblätter von Dalbergia armata

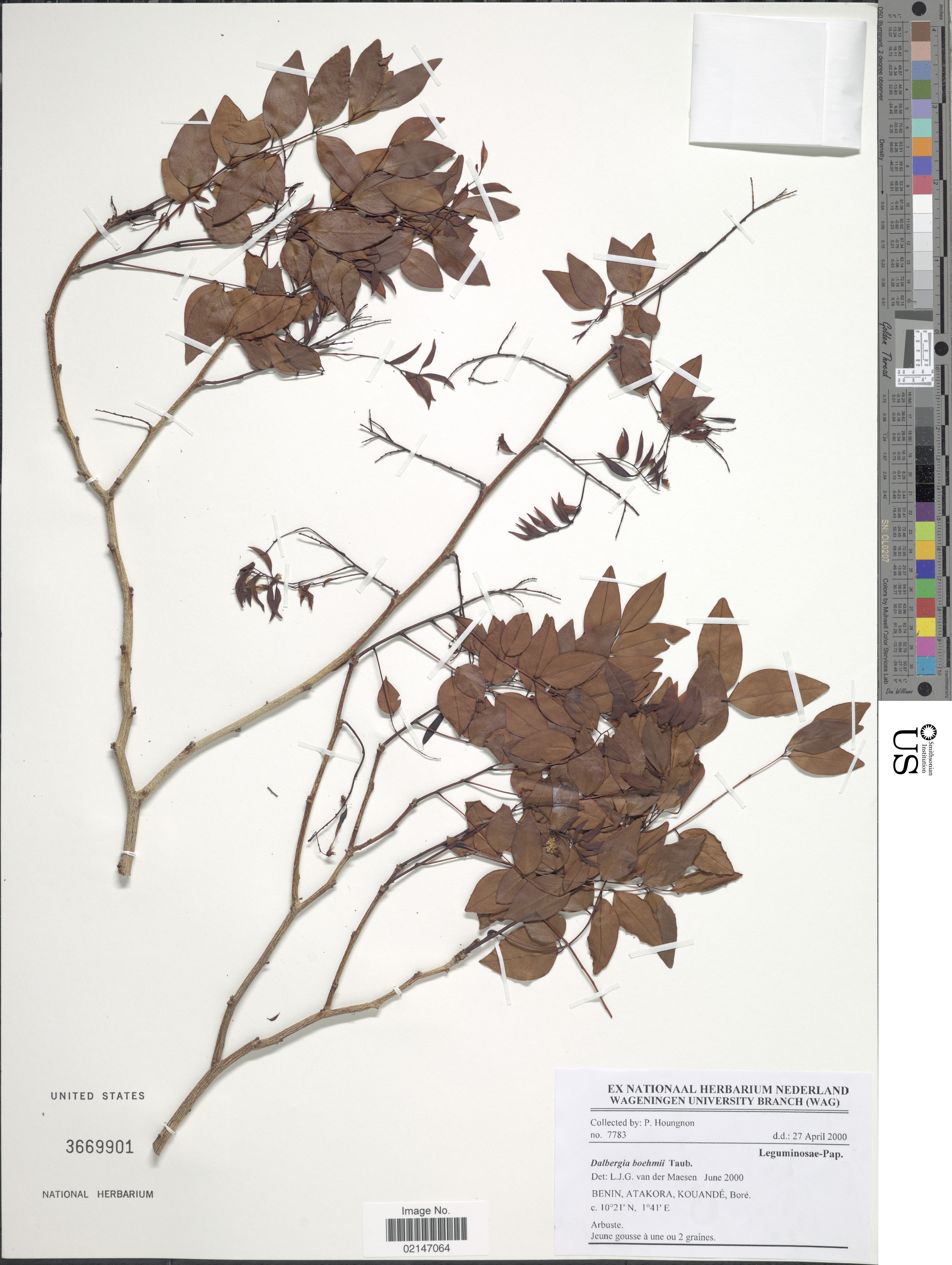
Herbarbeleg von Dalbergia boehmii

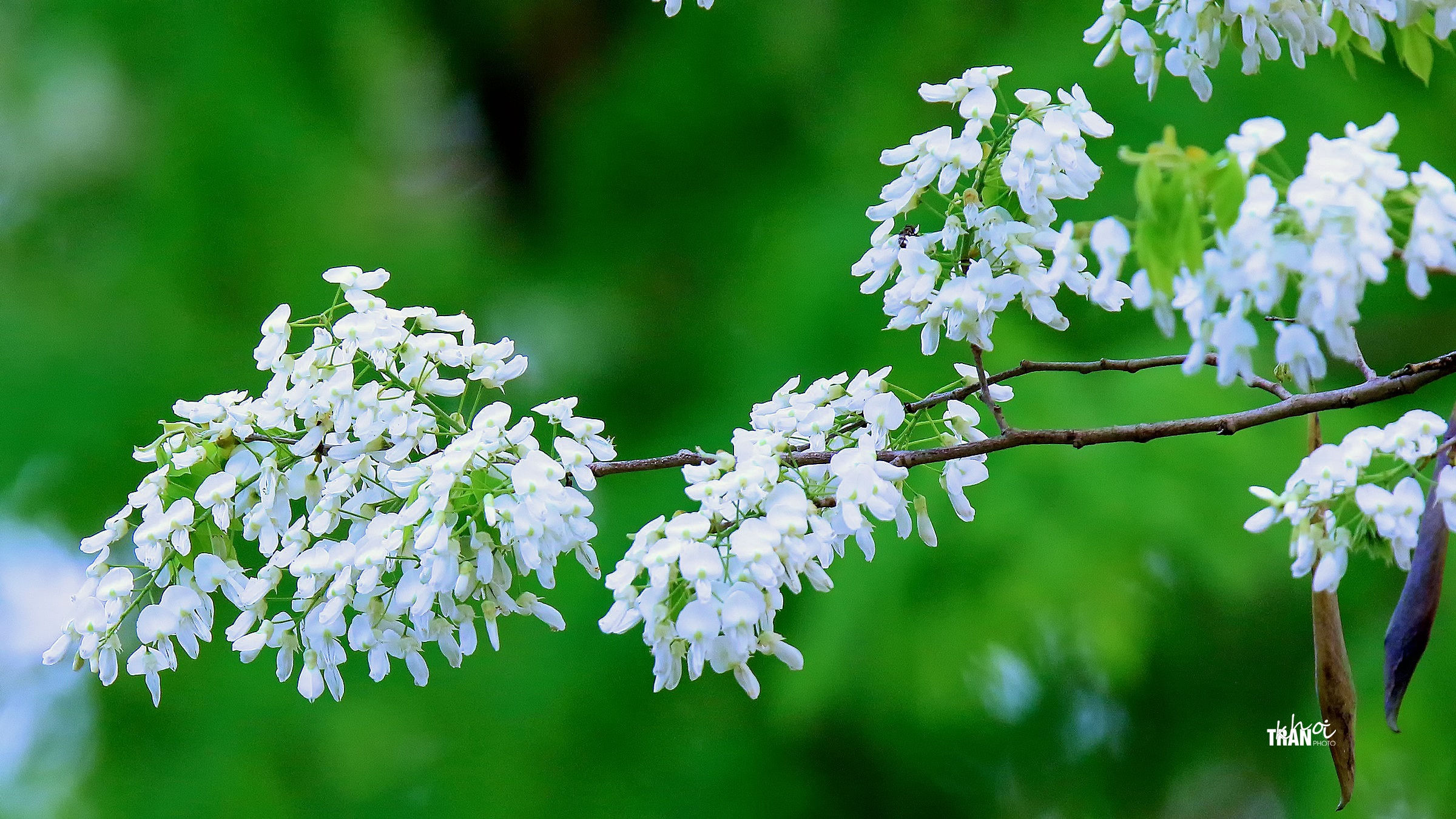
Zweig mit Blütenständen von Dalbergia boniana

Früchte und Samen von Dalbergia cultrata

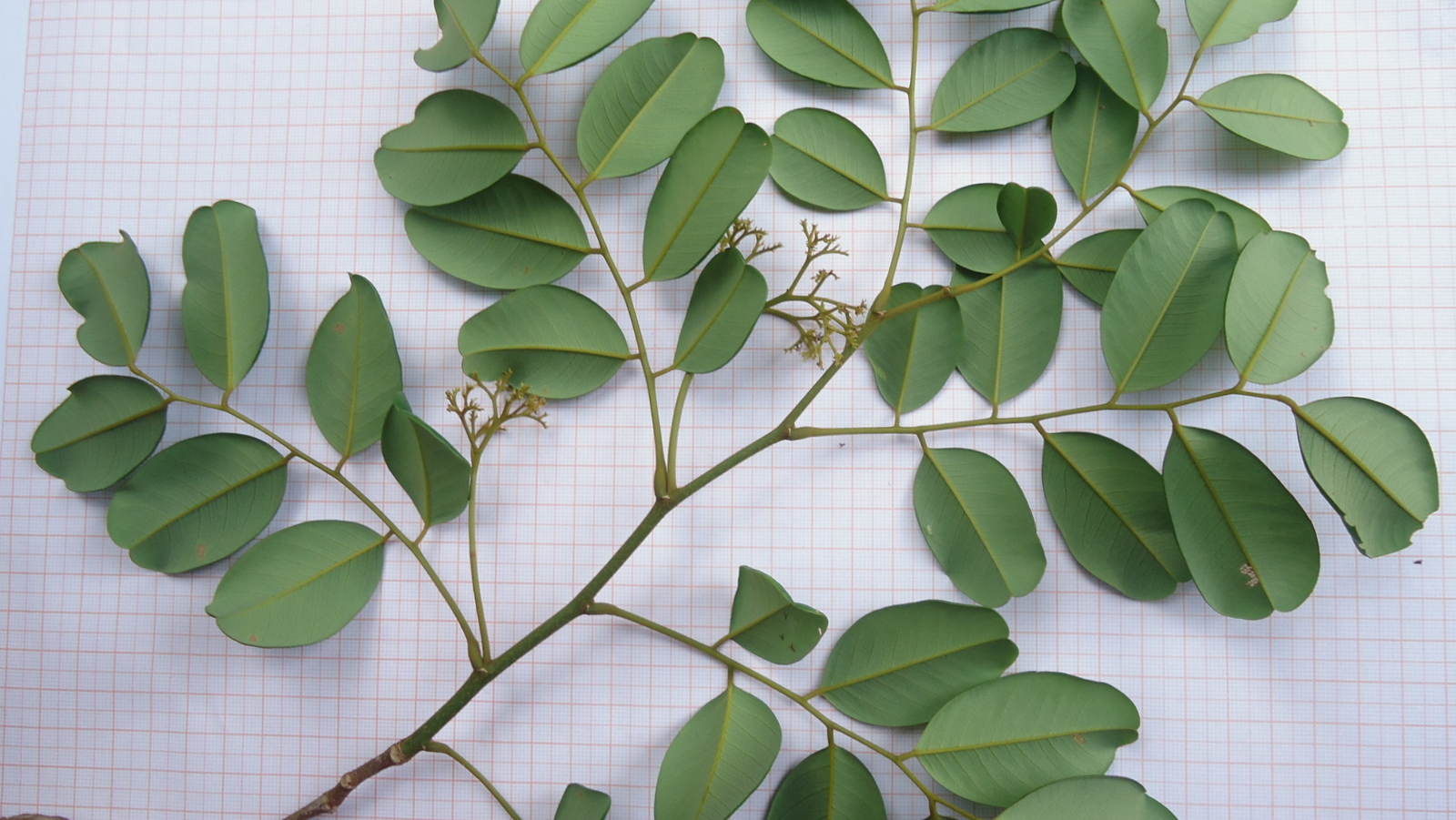
Zweig mit Laubblättern von Dalbergia frutescens, Blattunterseiten

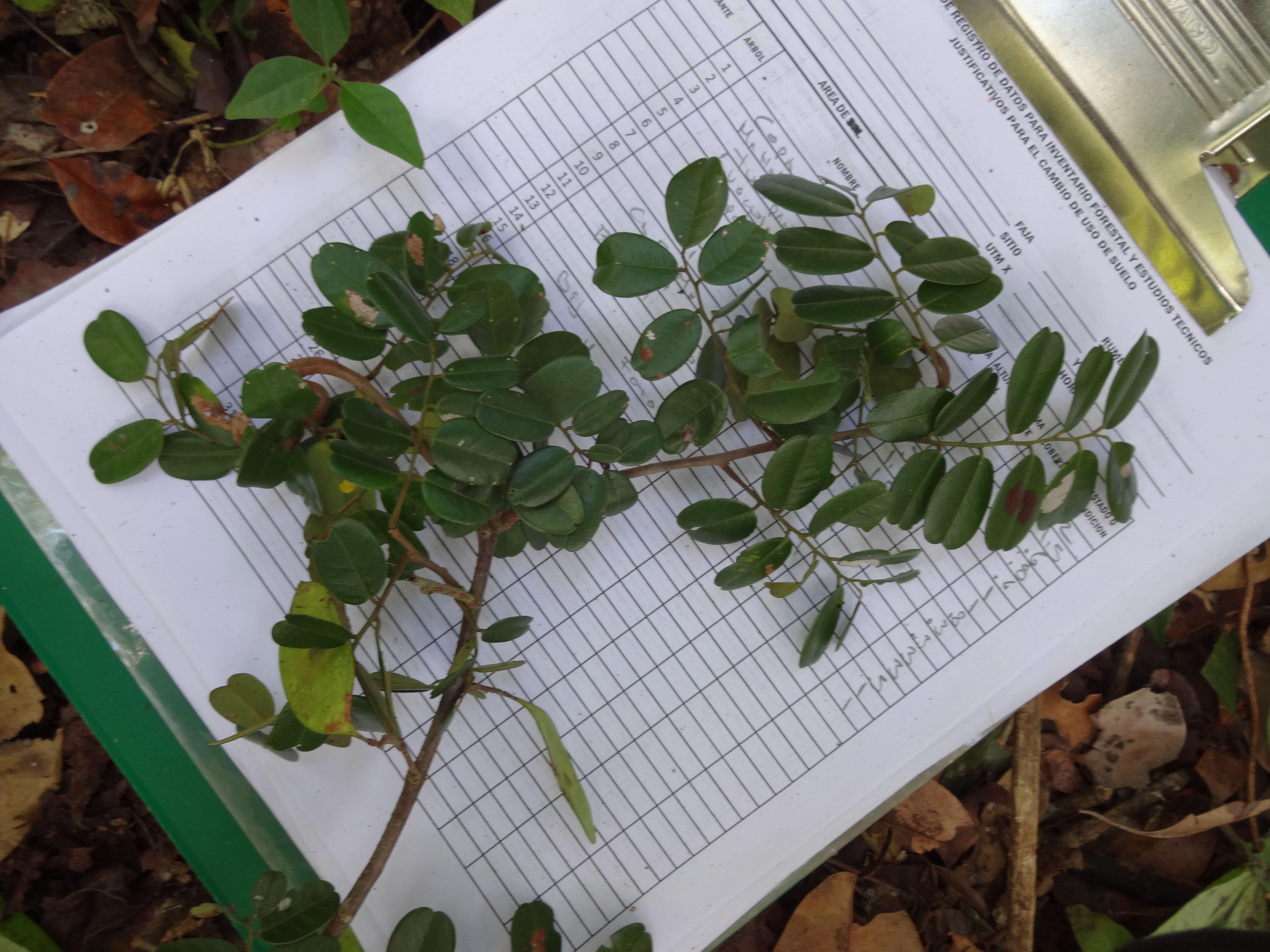
Zweig mit gefiederten Laubblättern und Früchten von Dalbergia glabra

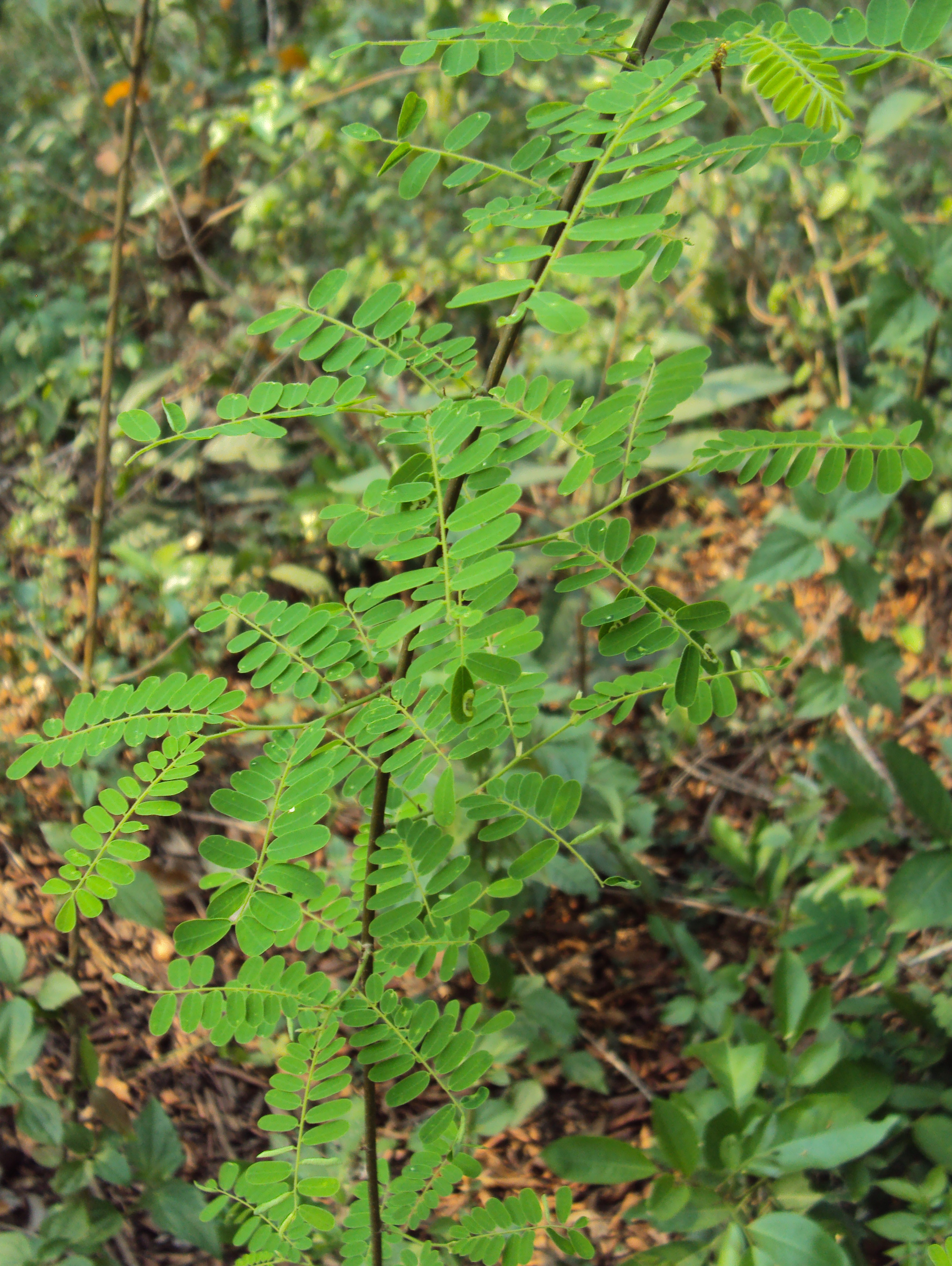
Jungpflanze von Dalbergia horrida mit unpaarig gefiederten Laubblättern

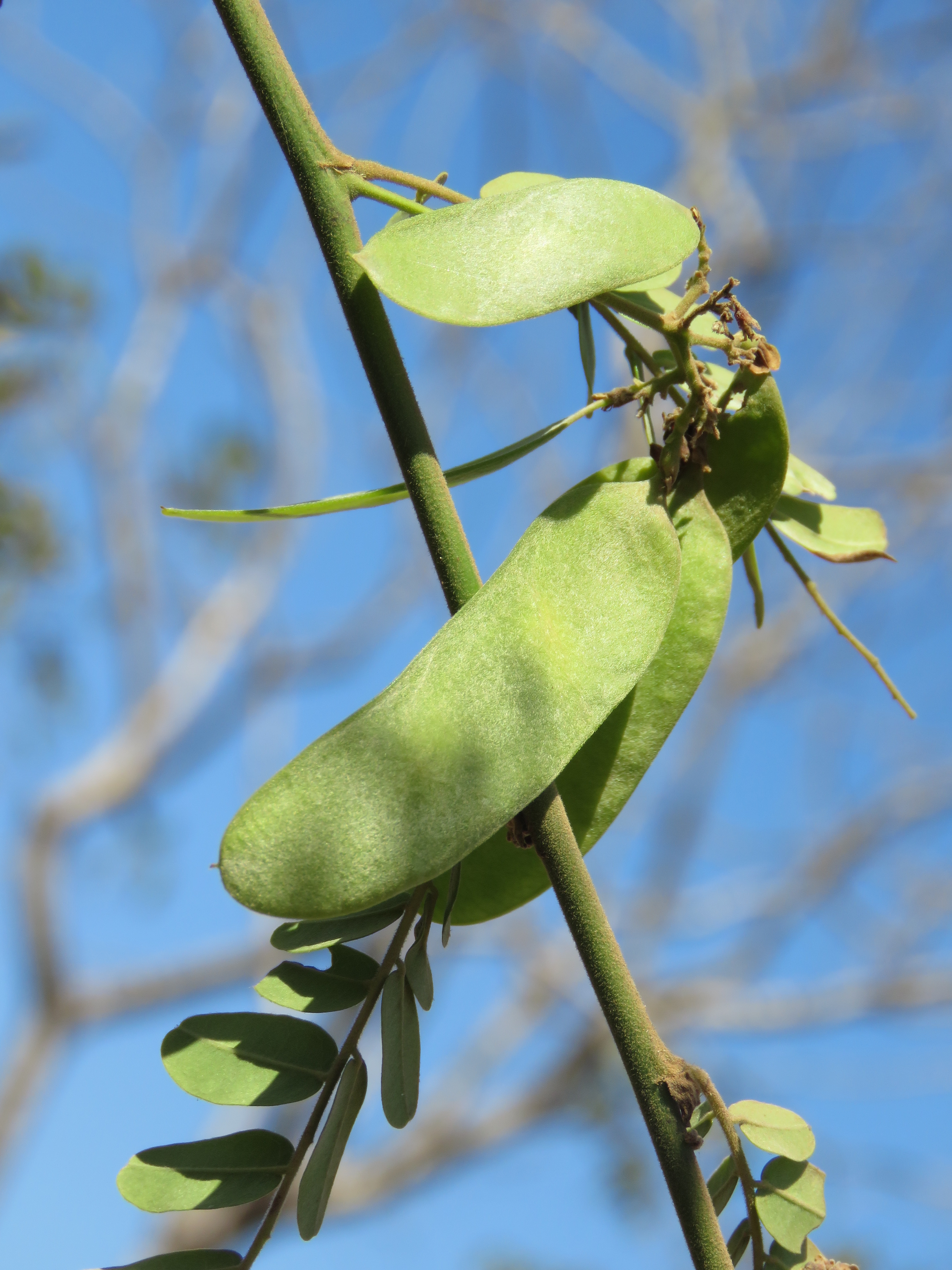
Zweig mit Früchten und Laubblättern von Dalbergia horrida

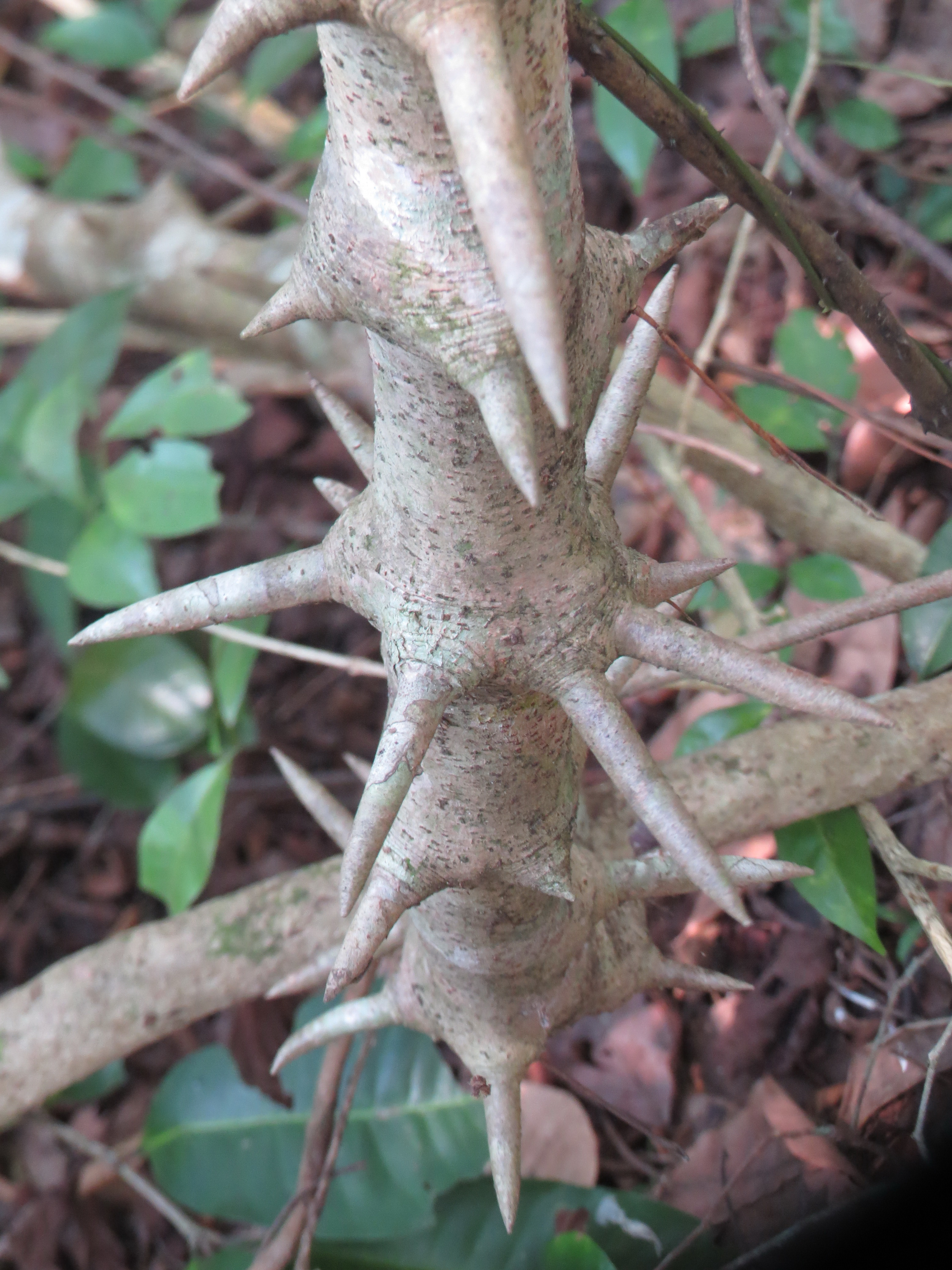
Bewehrter Ast von Dalbergia horrida

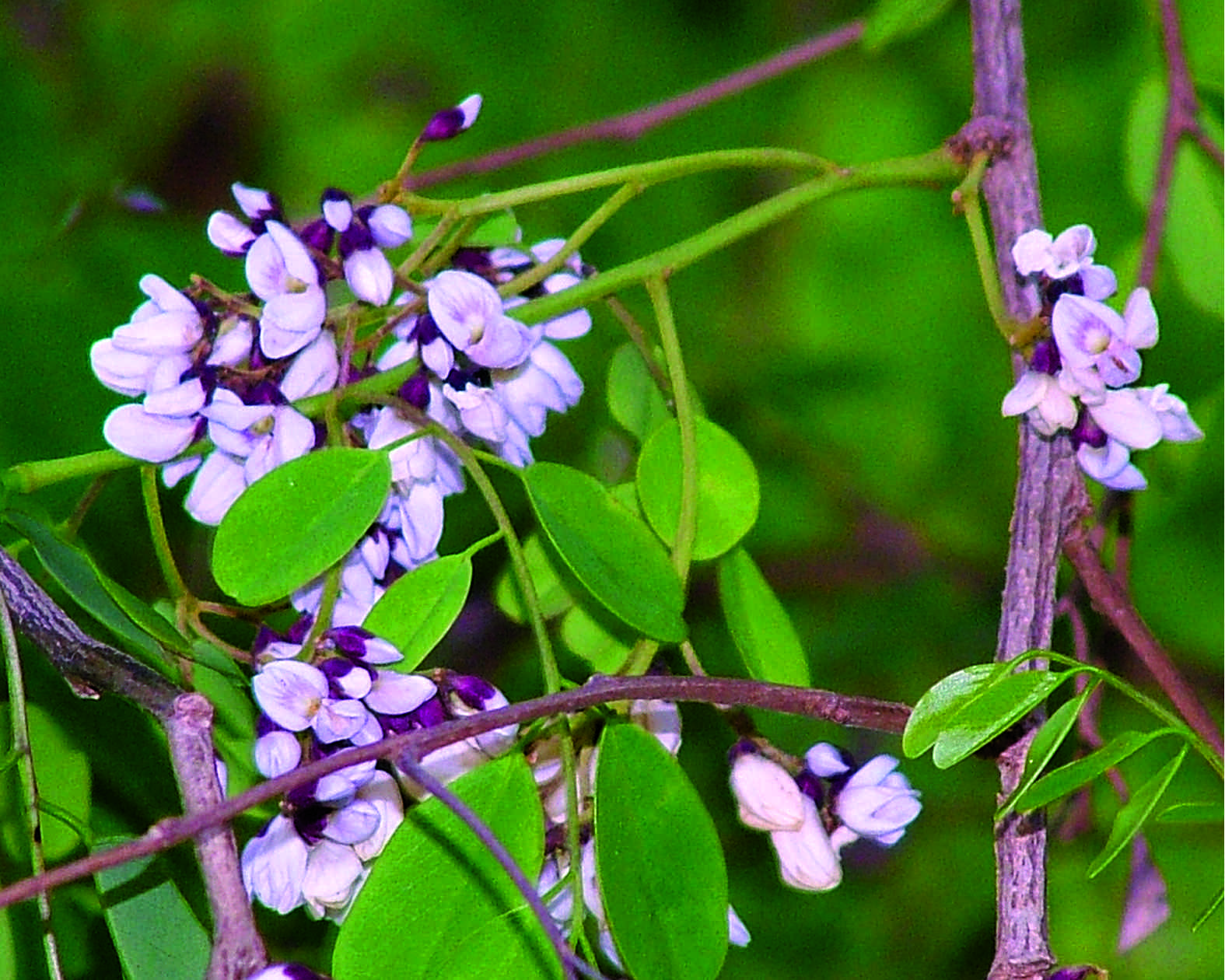
Blütenstände von Dalbergia lanceolaria

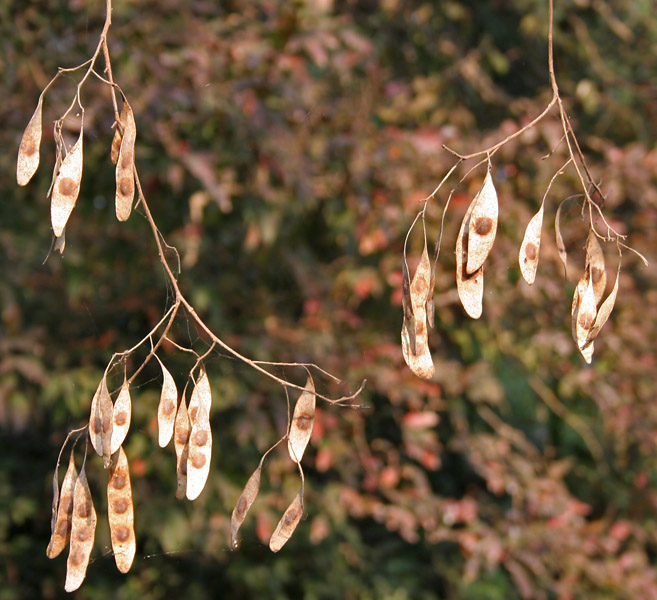
Dünne, flugfähige Hülsenfrüchte von Dalbergia lanceolaria

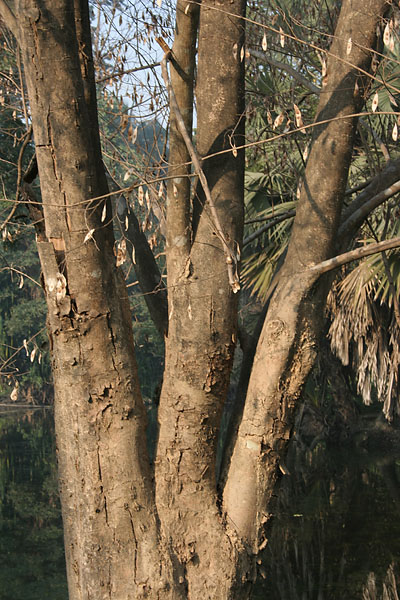
Stamm und Borke von Dalbergia lanceolaria

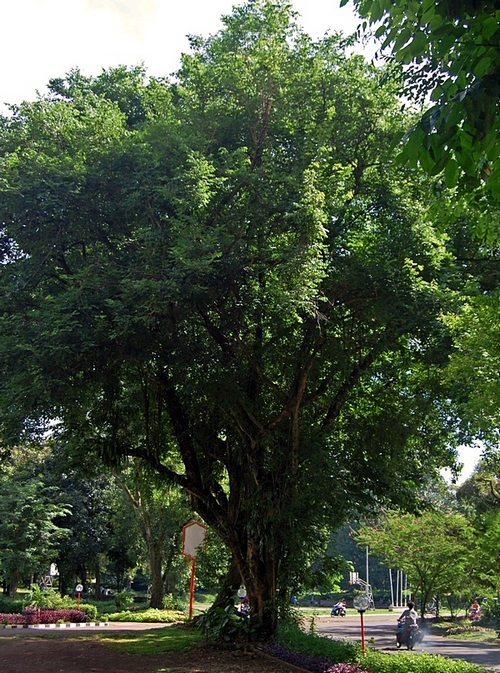
Habitus des Ostindischen Palisander (Dalbergia latifolia)

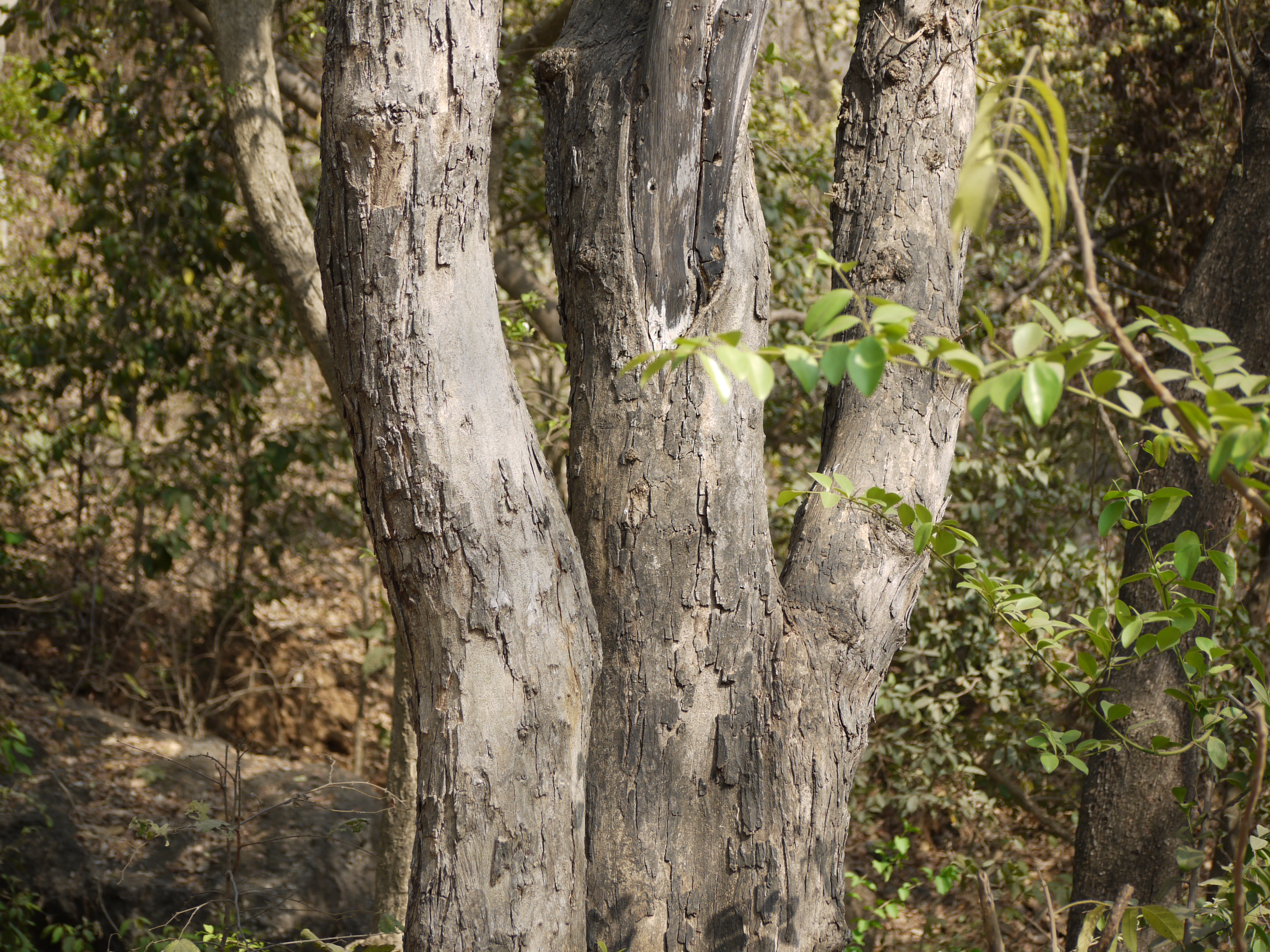
Stamm und Borke des Ostindischen Palisander (Dalbergia latifolia)

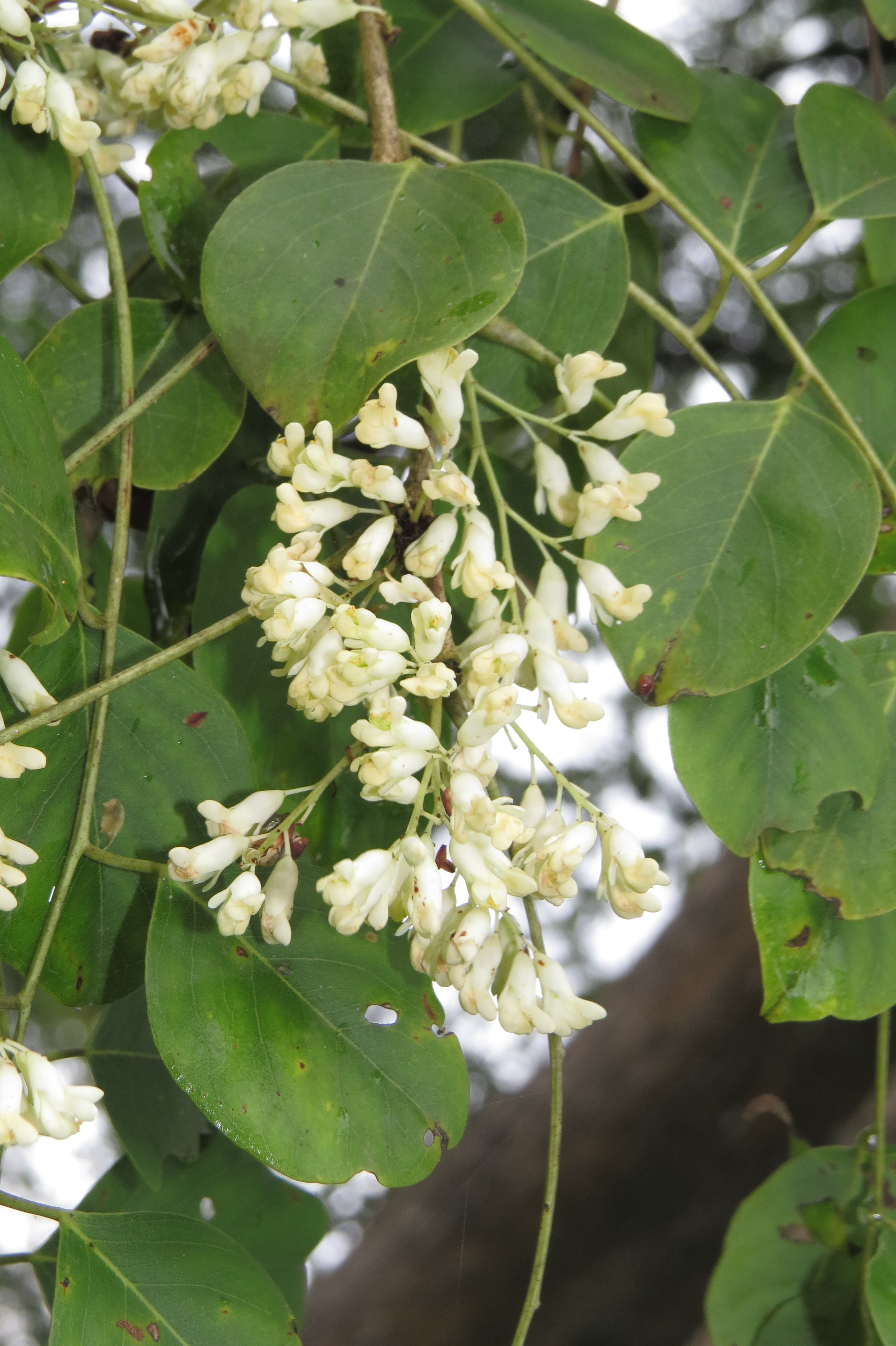
Zweig mit Blütenständen des Ostindischen Palisander (Dalbergia latifolia)

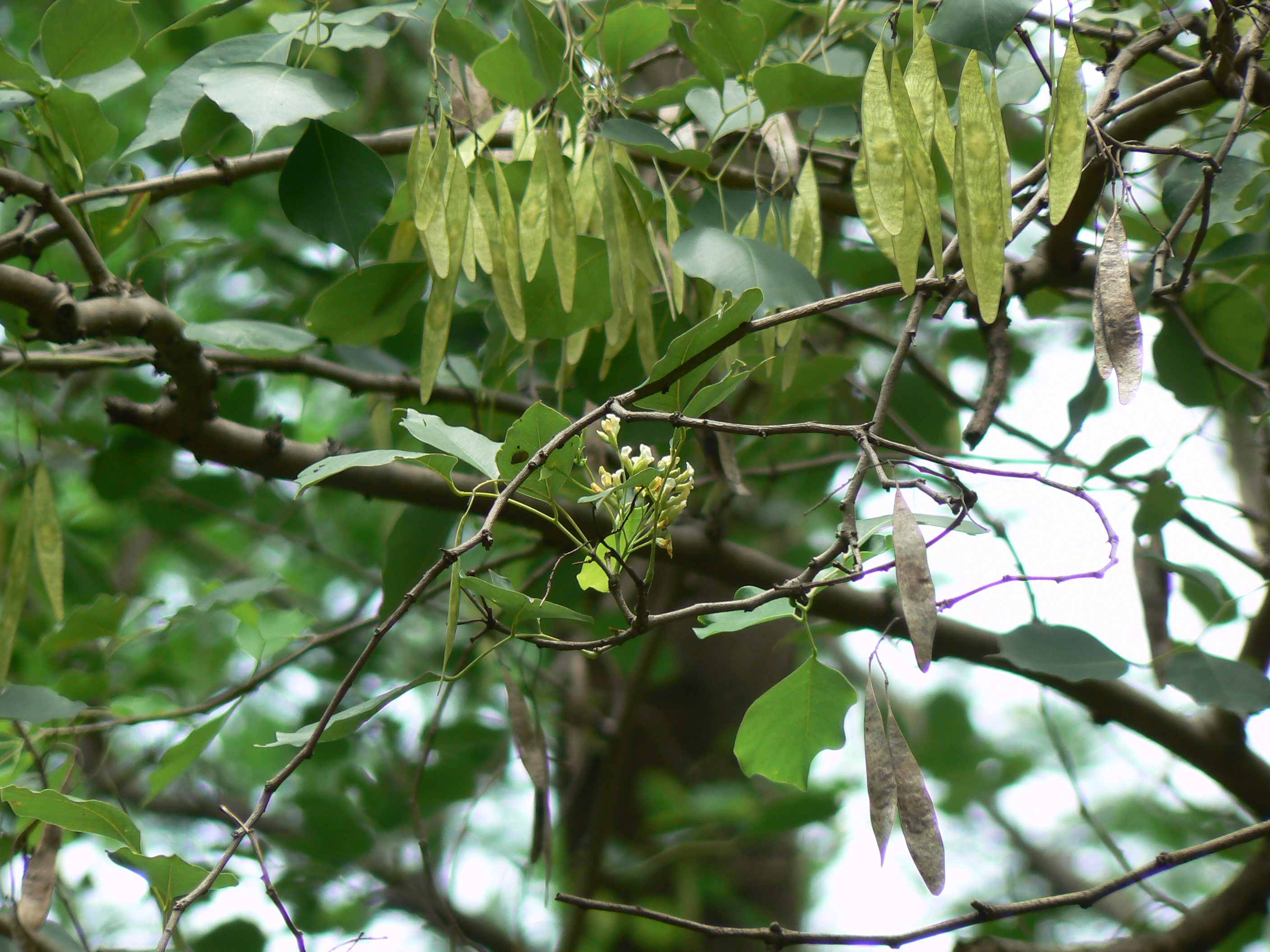
Zweig mit geflügelten Früchten des Ostindischen Palisander (Dalbergia latifolia)

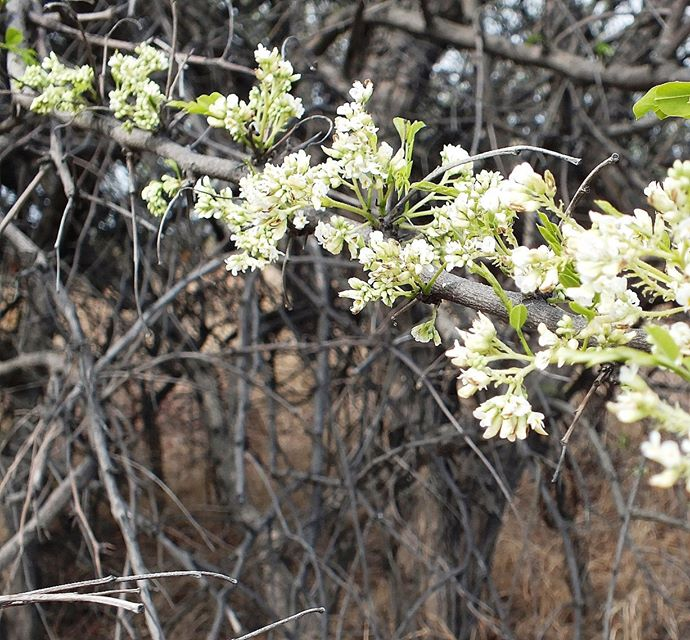
Zweig mit Blütenständen von Dalbergia melanoxylon

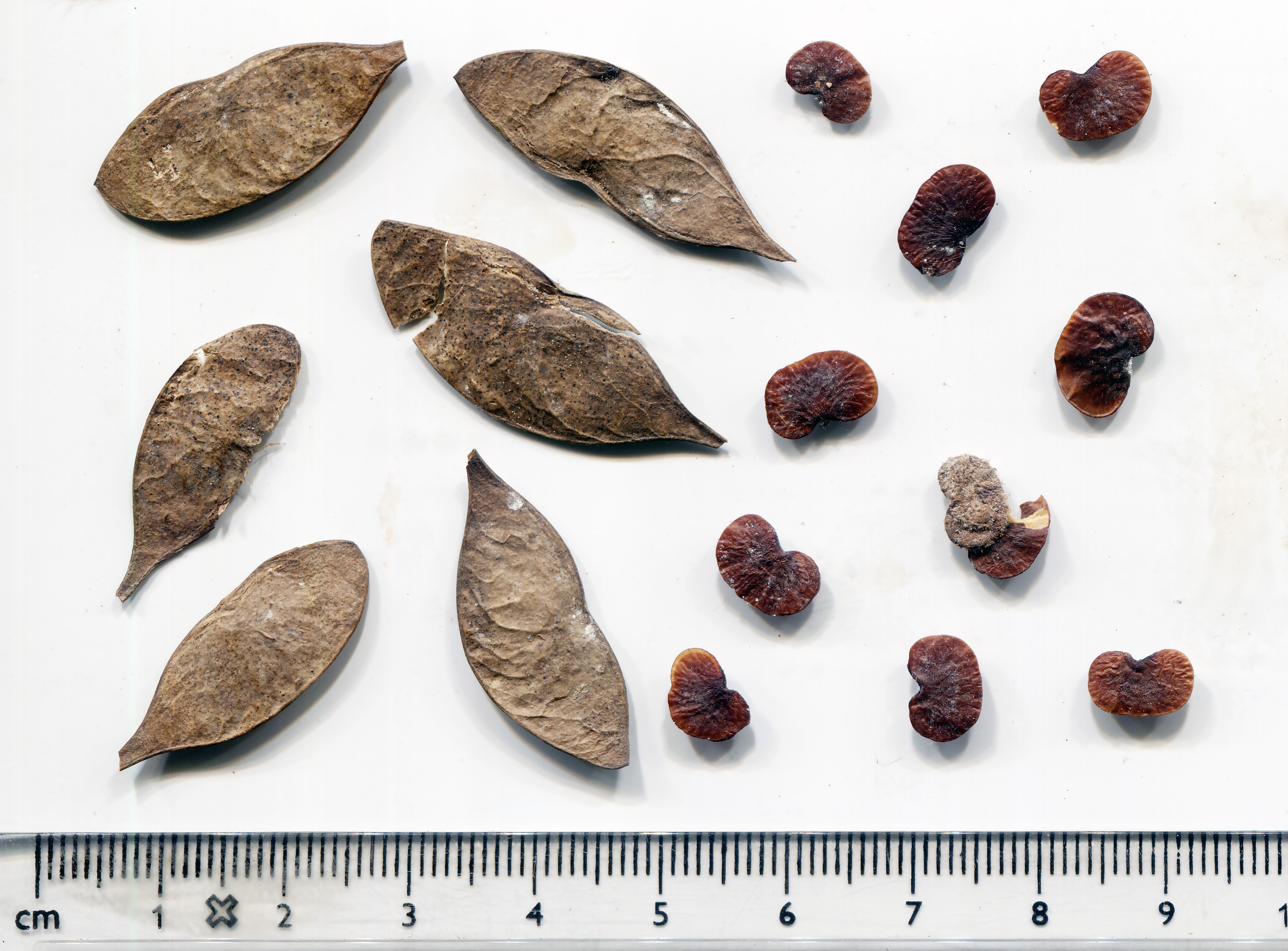
Früchte und Samen von Dalbergia melanoxylon

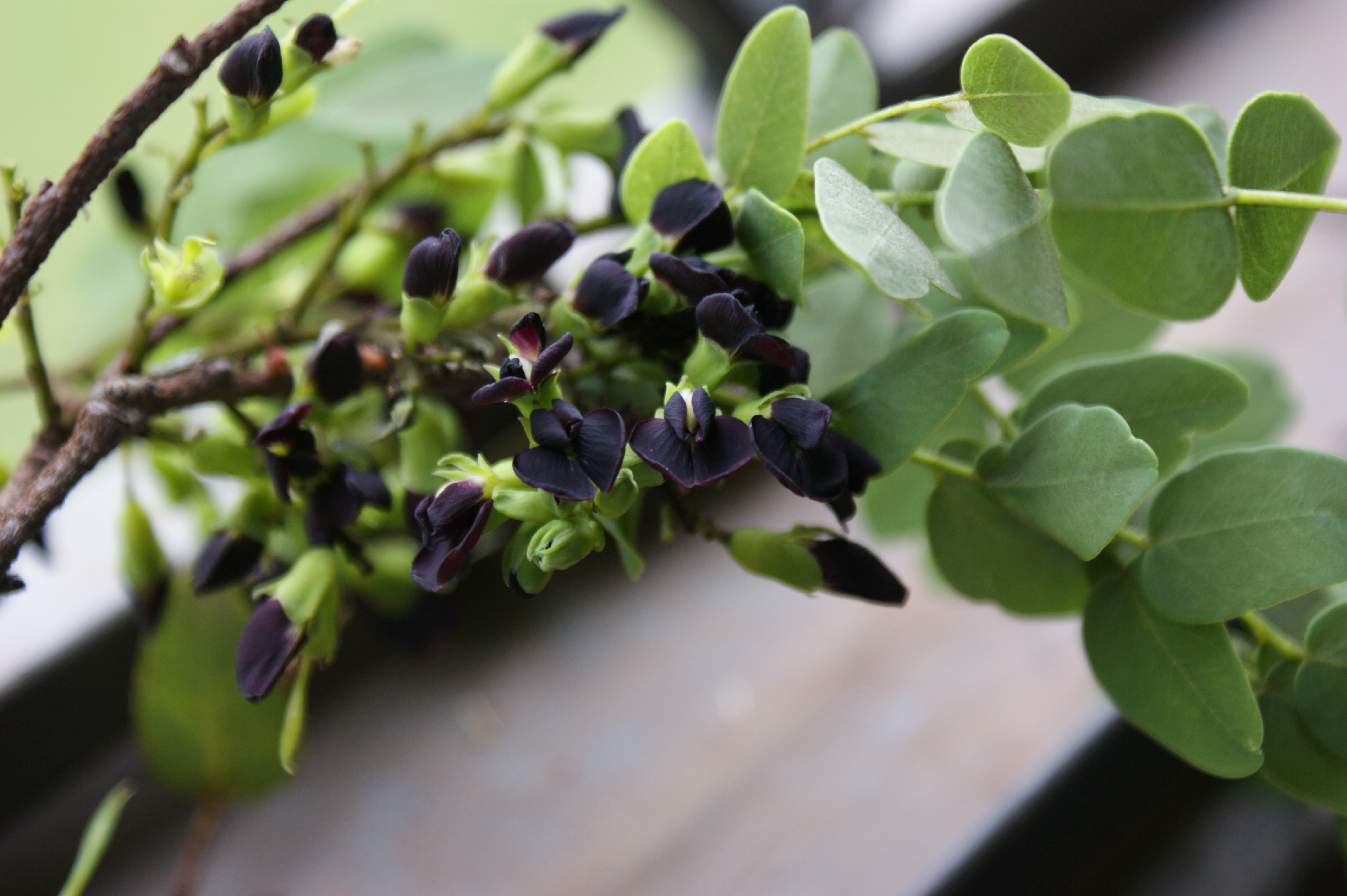
Zweig mit Blüten und Laubblättern von Dalbergia miscolobium

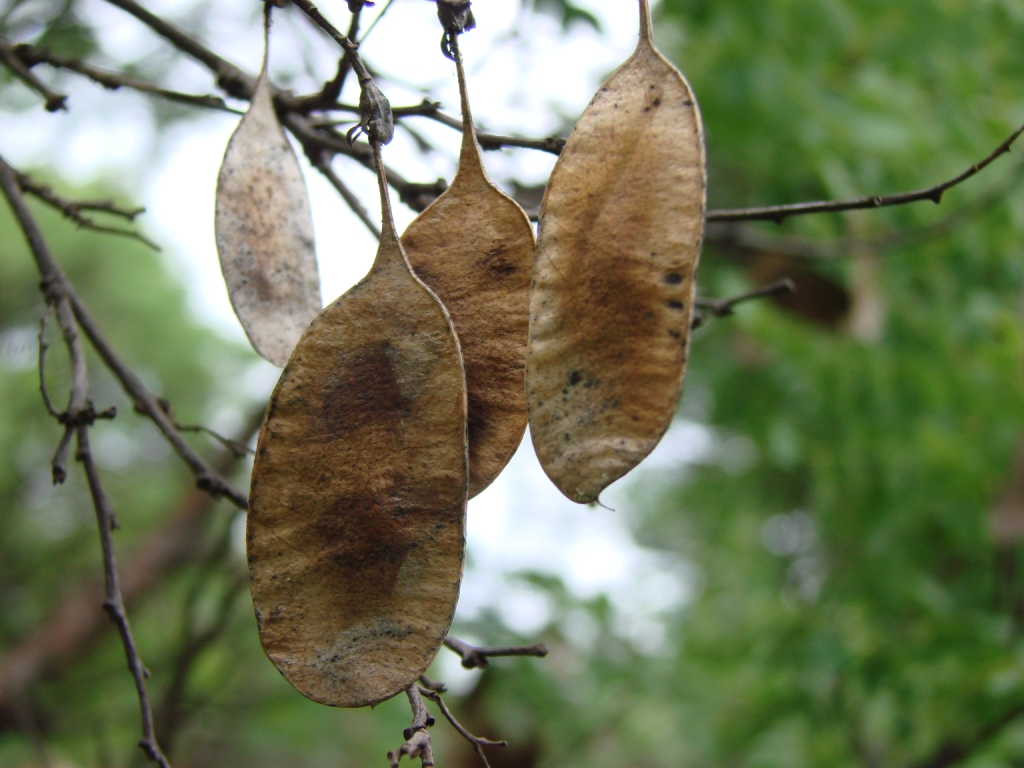
Früchte von Dalbergia miscolobium

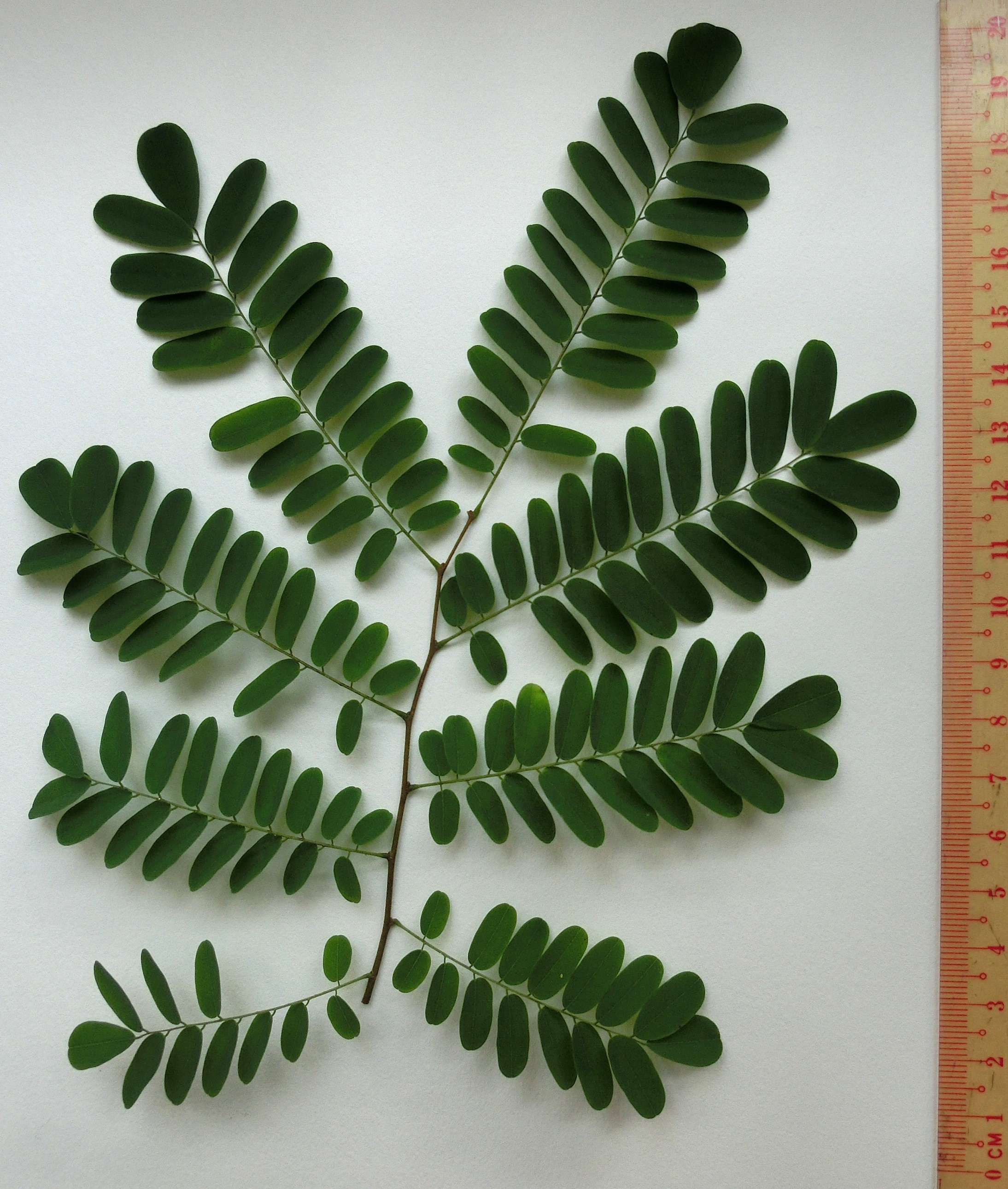
Zweig mit gefiederten Laubblättern von Dalbergia nigra

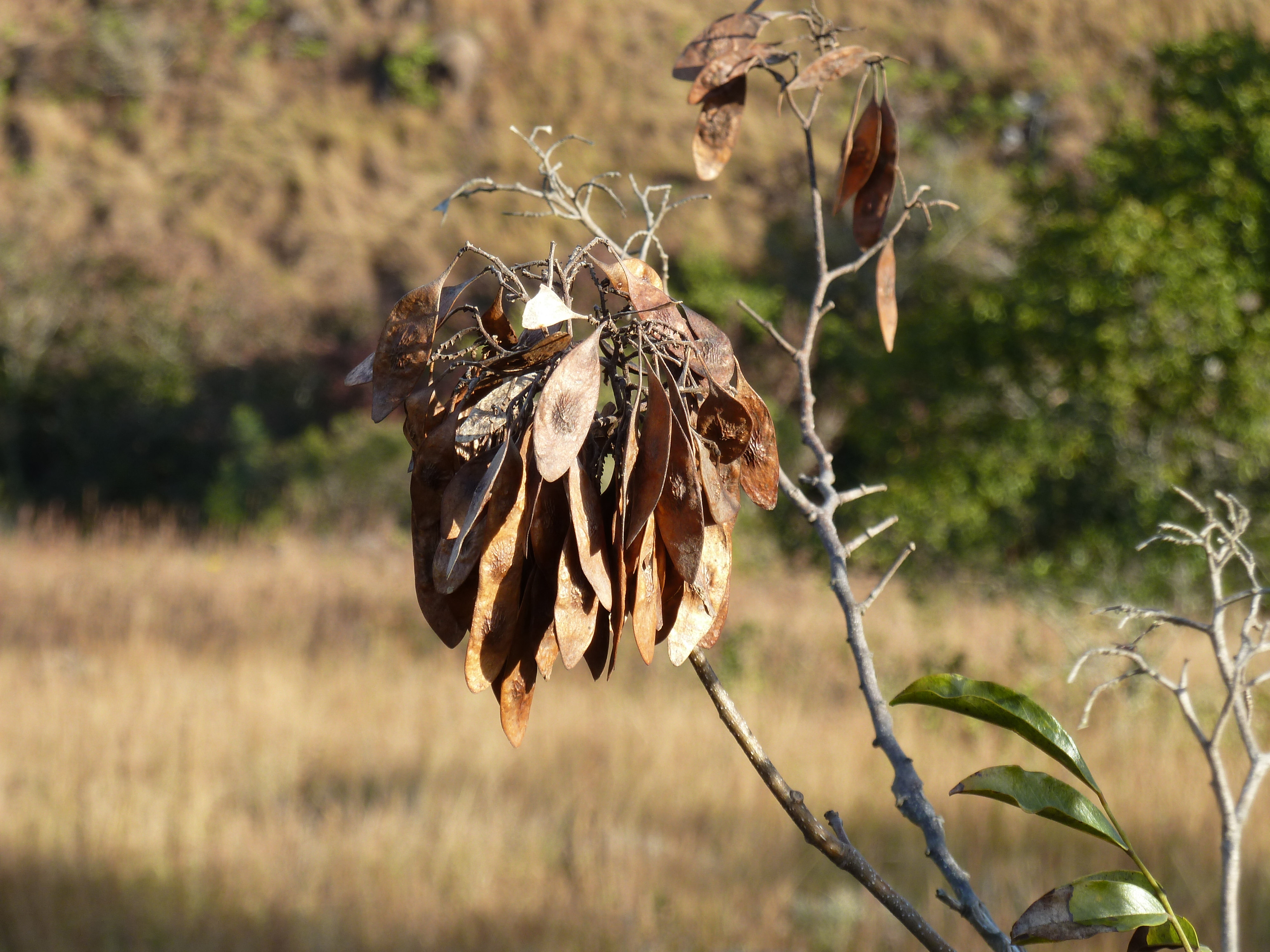
Früchte von Dalbergia obovata

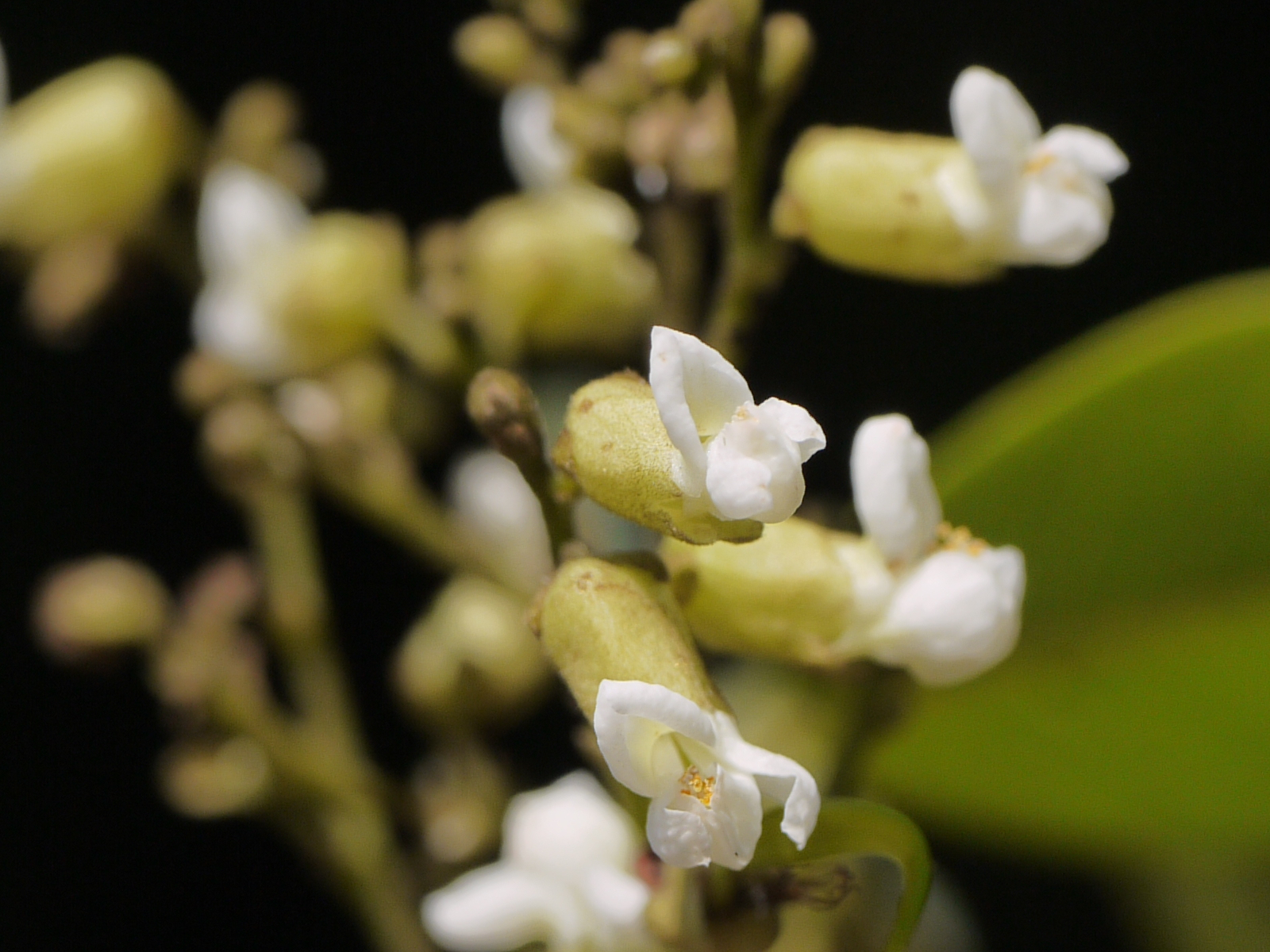
Ausschnitt eines Blütenstandes mit zygomorphen Blüten von Dalbergia rubiginosa

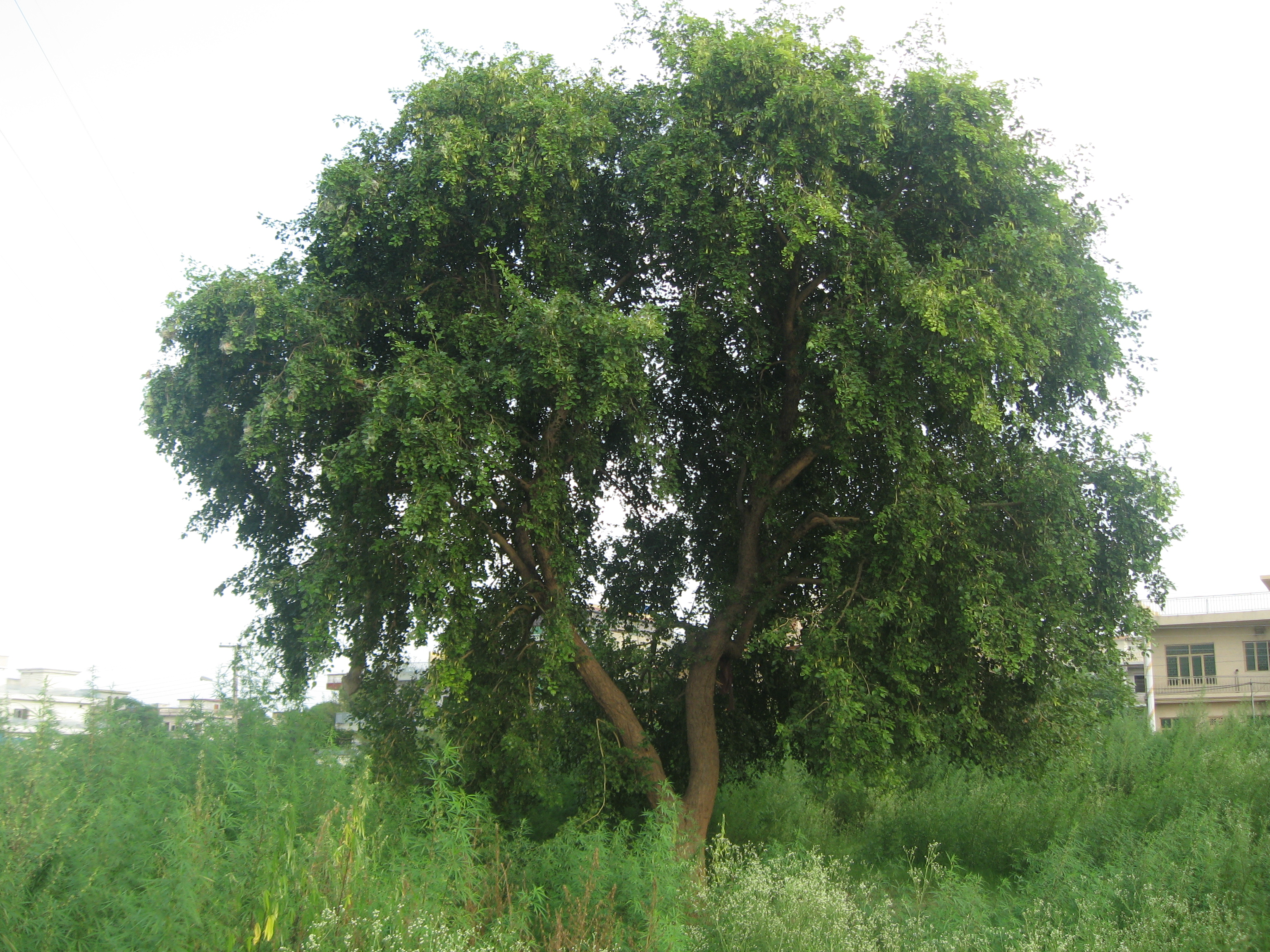
Dalbergia sissoo

Die Gattung Dalbergia wurde 1781 durch Carl von Linné dem Jüngeren in Supplementum Plantarum, S. 52–53, 316–317 aufgestellt. Typusart ist Dalbergia lanceolaria L. f. Dalbergia L. f. nom. cons. wurde nach den Regeln des ICN (Melbourne ICN Art. 14.4 & App. III) gegenüber Amerimnon P.Browne nom. rej., Ecastaphyllum P.Browne nom. rej. und Acouba Aubl. nom. rej. konserviert. Weitere Synonyme sind Coroya Pierre, Triptolemea Mart., Miscolobium Vogel.
Die Gattung Dalbergia gehört zur Tribus Dalbergieae in der Unterfamilie der Schmetterlingsblütler (Faboideae) innerhalb der Familie der Hülsenfrüchtler (Fabaceae).
Die Gattung Dalbergia ist fast weltweit in den Tropen und Subtropen vertreten. Arten kommen in Mittel- und Südamerika, Afrika mit Madagaskar und Südasien vor. In Madagaskar gibt es etwa 50 Arten, bis auf eine kommen sie nur dort vor.  In China gibt es etwa 29 Arten, 14 davon nur dort.
Je nach Autor enthält die Gattung Dalbergia 100 bis 120 oder bis zu 300 Arten.
Hier eine Artenauswahl:
- Dalbergia abrahamii Bosser & R.Rabev.: Von dieser gefährdeten Art sind höchstens fünf Fundorte bekannt. Dieser Endemit kommt in Madagaskar nur in der Provinz Antsiranana vor.[6][8]
- Dalbergia acariiantha Harms: Dieser Endemit kommt nur vom östlichen bis südöstlichen Tansania vor. Von dieser gefährdeten Art sind vier bis fünf Fundorte bekannt.[8]
- Dalbergia acuta Benth.: Sie kommt in den brasilianischen Bundesstaaten Bahia sowie Minas Gerais vor.[5][8]
- Dalbergia acutifoliolata Mendonca & Sousa: Sie kommt nur in Sambia vor.[5]
- Dalbergia adamii Berhaut: Sie kommt von Westafrika bis ins westlich-zentrale tropische Afrika vor.[5]
- Dalbergia afzeliana G.Don: Sie kommt im tropischen Afrika vor.[5]
- Dalbergia agudeloi J.Linares & M.Sousa[9]: Sie wurde 2007 erstbeschrieben und kommt von El Salvador über Honduras bis Nicaragua vor.[5][10] Das Areal ist relativ klein.[8]
- Dalbergia ajudana Harms: Sie kommt nur in Benin vor.[5]
- Dalbergia albertisii Prain (Syn.: Dalbergia papuana Pulle): Sie kommt in Neuguinea vor.[11]
- Dalbergia albiflora Hutch. & Dalziel: Sie kommt im tropischen Westafrika vor.[5]
- Dalbergia amazonica (Radlk.) Ducke: Sie kommt im nördlichen Südamerika und Brasilien vor.[5]
- Dalbergia ambongoensis Baill.: Es sind höchstens fünf Fundorte bekannt. Sie kommt in Madagaskar nur in der Provinz Mahajanga und dort nur in Melaky vor.[6]
- Dalbergia andapensis Bosser & R.Rabev.: Von dieser gefährdeten Art sind höchstens fünf Fundorte bekannt. Sie kommt im nördlichen Madagaskar nur in der Provinz Antsiranana vor.[6][8]
- Dalbergia arbutifolia Baker: Sie ist vom tropischen bis ins südliche Afrika verbreitet. Es gibt Fundortangaben für die Demokratische Republik Kongo, Malawi, Mosambik, Tansania, Sambia und Simbabwe.[8]
- Dalbergia armata E.Mey.: Sie ist vom tropischen bis ins südliche Afrika verbreitet.[5] Ihr südlichstes Verbreitungsgebiet sind die südafrikanischen Provinzen Ostkap, KwaZulu-Natal, Limpopo sowie Mpumalanga.[12]
- Dalbergia assamica Benth. (Syn.: Dalbergia assamica var. laccifera (Eberh. & Dubard) Niyomdham, Dalbergia balansae Prain, Dalbergia hupeana var. laccifera Eberh. & Dubard, Dalbergia lanceolaria var. assamica (Benth.) Thoth., Dalbergia prazeri Prain, Dalbergia szemaoensis Prain): Sie ist von Sikkim über Myanmar, Laos, Thailand bis Vietnam und in den chinesischen Provinzen Fujian, Guangdong, Guangxi, Guizhou, Hainan, Sichuan, Yunnan sowie Zhejiang verbreitet.[2][8]
- Dalbergia aurea Bosser & R.Rabev.: Sie kommt in Madagaskar nur in der Provinz Antsiranana vor.[6][8]
- Dalbergia bakeri Baker: Sie kommt im tropischen Afrika vor.[5]
- Dalbergia bariensis Pierre: Diese gefährdete Art kommt in Indochina in Kambodscha, Laos, Thailand und Vietnam vor. Das Areal ist disjunkt.[8]
- Dalbergia baronii Baker: Sie kommt in Madagaskar in den Provinzen Antsiranana, Fianarantsoa sowie Toamasina vor.[6][8]
- Dalbergia bathiei R.Vig.: Diese gefährdete Art kommt in Madagaskar in den Provinzen Antsiranana sowie Toamasina vor.[6][8]
- Dalbergia beccarii Prain (Syn.: Dalbergia insularis Pulle, Dalbergia novoguineensis Merr. & L.M.Perry): Sie kommt auf der Malaiischen Halbinsel, auf Borneo, auf den Molukken, in Neuguinea und auf den Salomonen vor.[11]
- Dalbergia benthamii Prain: Sie kommt in Vietnam, Taiwan und in den chinesischen Provinzen Guangdong, Guangxi, Guizhou sowie Hainan vor.[5]
- Dalbergia bignonae Berhaut: Sie kommt in Vietnam, Taiwan und in den chinesischen Provinzen Guangdong, Guangxi, Guizhou sowie Hainan vor.[2]
- Dalbergia bintuluensis Sunarno & Ohashi (Syn.: Dalbergia kostermansii Sunarno & Ohashi): Sie wurde 1997 erstbeschrieben und kommt nur auf Borneo in Brunei, Sarawak sowie Kalimantan vor.[11]
- Dalbergia boehmii Taub.: Sie ist im tropischen Afrika weitverbreitet.[5][8]
- Dalbergia bojeri Drake: Von dieser gefährdeten Art sind höchstens fünf Fundorte bekannt. Sie kommt in Madagaskar nur in der Provinz Toamasina vor.[6][8]
- Dalbergia boniana Gagnep.: Sie kommt nur in Vietnam vor. Die letzten Informationen stammen von 1998.[8]
- Dalbergia borneensis Prain: Sie kommt nur auf Borneo in Brunei, Sarawak sowie Kalimantan vor.[11]
- Dalbergia brachystachya Bosser & R.Rabev.: Von dieser gefährdeten Art sind höchstens fünf Fundorte bekannt. Sie kommt in Madagaskar nur in der Provinz Toamasina vor.[6][8]
- Dalbergia bracteolata Baker (Syn.: Dalbergia richardii Baill., Dalbergia grandidieri Baill.): Sie kommt in Kenia, Mosambik, Tansania und Madagaskar vor.[6][8]
- Dalbergia brasiliensis Vogel: Sie ist in Brasilien verbreitet.[5]
- Dalbergia brownei (Jacq.) Urb.: Sie kommt von den mexikanischen Bundesstaaten Chiapas sowie Oaxaca über Guatemala und El Salvador bis Honduras vor.[10][8]
- Dalbergia burmanica Prain: Sie kommt in Myanmar und in den chinesischen Provinzen Guizhou sowie Yunnan vor.[2]
- Dalbergia calderonii Standl.: Diese gefährdete Art kommt in den mexikanischen Bundesstaaten Chiapas sowie Oaxaca, in El Salvador, Guatemala und Honduras vor.[10][8]
- Dalbergia calycina Benth.: Sie kommt von Mexiko bis Costa Rica vor.[5][10][8]
- Dalbergia cambodiana Pierre: Sie kommt in Kambodscha sowie Vietnam vor. Die letzten Informationen stammen von 1998, das Verbreitungsgebiet ist zwar relativ groß, aber die Fundorte liegen verstreut in diesem Gebiet.[8]
- Dalbergia cana Kurz: Es gibt seit 1996 zwei Varietäten:
  - Dalbergia cana Kurz var. cana (Syn.: Dalbergia kerrii Craib): Sie kommt in Laos, Myanmar und im nördlichen Thailand vor.[8]
  - Dalbergia cana var. kurzii (Prain) Niyomdham (Syn.: Dalbergia kurzii Prain): Sie hat seit 1996 den Rang einer Varietät und kommt in Bangladesch, Laos, Myanmar und Thailand vor.
- Dalbergia candenatensis (Dennst.) Prain (Syn.: Cassia candenatensis Dennst., Dalbergia monosperma Dalzell, Dalbergia torta Graham ex A.Gray): Sie ist in Sri Lanka, Indien, Bangladesch, Kambodscha, Malaysia, Thailand, China, Vietnam, Indonesien, auf den Philippinen, im nördlichen Australien, Neukaledonien, auf den Salomonen und Fidschi weitverbreitet.[11][2]
- Dalbergia canescens (Elmer) Merr.: Sie kommt in Sabah, auf Luzon sowie Palawan vor.[11]
- Dalbergia capuronii Bosser & R.Rabev.: Sie kommt in Madagaskar nur in den Provinzen Antananarivo sowie Mahajanga vor.[6][8]
- Dalbergia carringtoniana Sousa: Sie kommt nur in Angola vor.[5]
- Dalbergia catingicola Harms: Sie kommt in den brasilianischen Bundesstaaten Bahia sowie Pernambuco vor.[5]
- Dalbergia cearensis Ducke: Sie kommt in den brasilianischen Bundesstaaten Bahia, Ceará sowie südliches Piauí vor.[5]
- Dalbergia chapelieri Baill. (Syn.: Dalbergia pterocarpiflora Baker): Sie kommt in Madagaskar in den Provinzen Fianarantsoa, Toamasina sowie Toliara vor.[6][8]
- Dalbergia chlorocarpa R.Vig.: Sie kommt in Madagaskar in den Provinzen Mahajanga sowie Toliara vor.[6][8]
- Dalbergia chontalensis Standl. & L.O.Williams: Sie kommt in Zentralamerika von Guatemala über El Salvador, Honduras bis Nicaragua vor.[10][8]
- Dalbergia clarkei Thoth.
- Dalbergia cochinchinenis Laness.: Sie kommt in Thailand, Kambodscha, Laos und im südlichen Vietnam vor.[5][8]
- Dalbergia commiphoroides Baker f.: Sie kommt im östlichen Äthiopien, in Somalia und im nördlichen Kenia vor.[5]
- Dalbergia confertiflora Benth.: Sie kommt nur in Bangladesch vor.[5]
- Dalbergia congensis Baker f.: Sie kommt nur in Angola vor.[5]
- Dalbergia congesta Wight & Arn.: Diese gefährdete Art kommt Sikkim und in den indischen Bundesstaaten West Bengal, Uttar Pradesh, Tripura, Tamil Nadu, Rajasthan, Haryana, Gujarat, Goa, Diu, Delhi, Daman, Dadra und Nagar Haveli, Bihar, Assam, Arunachal Pradesh, Andhra Pradesh, Himachal Pradesh, Jammu und Kashmir, Karnataka, Kerala, Maharashtra, Manipur, Meghalaya, Mizoram, Nagaland, Orissa, Pondicherry sowie Punjab vor.[8]
- Dalbergia congestiflora Pittier: Diese gefährdete Art kommt in den mexikanischen Bundesstaaten Chiapas, Colima, Guerrero, Jalisco, Michoacán, Morelos, Oaxaca sowie Puebla vor. Die Habitate sind Trockenwälder, die in Mexiko fortlaufend an Fläche verlieren, Abholzung und andere Einflüsse verkleinern fortlaufend die Bestände.[10][8]
- Dalbergia coromandeliana Prain
- Dalbergia crispa Hepper: Sie kommt in Gabun, Äquatorial-Guinea und Sierra Leone vor.[5]
- Dalbergia cubilquitzensis (Donn.Sm.) Pittier: Sie kommt von den mexikanischen Bundesstaaten Chiapas sowie Oaxaca über Belize, Guatemala und Costa Rica bis Honduras vor.[10][8]
- Dalbergia cujabensis Benth.: Sie kommt in Brasilien und in Bolivien vor.[5]
- Dalbergia cultrata Benth. (Syn.: Dalbergia fusca Pierre, Dalbergia cultrata var. maymyensis Thoth., Dalbergia cultrata var. tavoyensis Thoth.): Sie kommt in Yunnan (nur in Simao), Laos, Myanmar sowie Vietnam vor.[2][8]
- Dalbergia cumingiana Benth.: Sie kommt auf den philippinischen Inseln Luzon, Leyte, Mindanao sowie Samar vor.[11][8]
- Dalbergia dalzielii Hutch. & Dalziel: Sie kommt in Kamerun, Gabun, Nigeria und in Togo vor.[5]
- Dalbergia darienensis Rudd: Sie kommt nur in Panama vor.[5][10]
- Dalbergia davidii Bosser & R.Rabev.: Von dieser gefährdeten Art sind höchstens fünf Fundorte bekannt. Dieser Endemit kommt in Madagaskar nur in der Provinz Mahajanga vor.[6][8]
- Dalbergia debilis J.F.Macbr.
- Dalbergia decipularis Rizzini & A.Mattos: Sie kommt in den brasilianischen Bundesstaaten Bahia sowie Minas Gerais vor.[5][8]
- Dalbergia delphinensis Bosser & R.Rabev.: Von dieser gefährdeten Art sind höchstens fünf Fundorte bekannt. Dieser Endemit kommt in Madagaskar nur in der Provinz Toliara vor.[6][8]
- Dalbergia densa Benth.: Sie kommt auf den Philippinen, auf den Molukken, in Neuguinea sowie im nördlichen Australien vor.[11]
- Dalbergia densicoma Baill. : Sie kommt in Madagaskar in den Provinzen Antsiranana sowie Mahajanga vor.[6]
- Dalbergia densiflora (Benth.) Benth.: Sie kommt in den brasilianischen Bundesstaaten Goiás sowie Distrito Federal vor.[5]
- Dalbergia dongnaiensis Pierre
- Dalbergia duarensis Thoth.
- Dalbergia duperreana Pierre
- Dalbergia dyeriana Harms: Sie gedeiht in Höhenlagen von 700 bis 1500 Metern in den chinesischen Provinzen Gansu, Guizhou, Hubei, Hunan, Shaanxi, Sichuan, Yunnan sowie Zhejiang.[2]
- Dalbergia ealaensis De Wild. (Syn.: Dalbergia altissima Baker f.): Sie ist im westlich-zentralen tropischen Afrika verbreitet.[5] Es gibt Fundortangaben für Kamerun, Gabun, die Zentralafrikanische Republik und die Demokratische Republik Kongo. Die Angaben für Angola konnte nicht lokalisiert werden.[8]
- Dalbergia ecastaphyllum (L.) Taub. (Syn.: Hedysarum ecastaphyllum L.): Sie ist im tropischen Afrika, in Indien, in Florida und von Mexiko über Zentralamerika, auf karibischen Inseln bis zum nördlichen Südamerika verbreitet.[10][5][8]
- Dalbergia elegans A.M.Carvalho: Sie kommt in den brasilianischen Bundesstaaten Bahia, Espírito Santo sowie Minas Gerais vor.[5]
- Dalbergia emirnensis Benth. (Syn.: Dalbergia campenonii Drake): Die zwei Varietäten kommen in Madagaskar vor:[6][8]
  - Dalbergia emirnensis var. decaryi Bosser & R.Rabev.
  - Dalbergia emirnensis Benth. var. emirnensis
- Dalbergia enneaphylla Pittier
- Dalbergia entadoides Prain: Sie kommt in Thailand, Kambodscha, Laos sowie Vietnam vor.[8]
- Dalbergia eremicola Polhill: Sie kommt in Somalia und im östlichen Kenia vor.[5][8]
- Dalbergia ernest-ulei Hoehne: Sie kommt in den brasilianischen Bundesstaaten Paraná, Santa Catarina sowie São Paulo vor.[5]
- Dalbergia erubescens Bosser & R.Rabev.: Sie kommt in Madagaskar nur in der Provinz Fianarantsoa vor. Von dieser gefährdeten Art sind höchstens fünf Fundorte bekannt.[6][8]
- Dalbergia ferruginea Roxb. (Syn.: Dalbergia luzoniensis Vogel, Dalbergia rivularis Merr. & L.M.Perry): Sie kommt im nördlichen Australien, in Neuguinea, Sabah, auf den Philippinen, auf den Molukken, auf den Salomonen und auf Yap vor.[11]
- Dalbergia fischeri Taub.: Sie kommt in Tansania, Malawi, Mosambik, Sambia und Simbabwe vor. Diese Art wird wenig genutzt und ist deshalb nicht so stark gefährdet wie viele andere Dalbergia-Arten.[8]
- Dalbergia florifera De Wild. (Syn.: Dalbergia glaucescens De Wild., Dalbergia glaucifolia De Wild.): Sie kommt in Angola, in der Demokratischen Republik Kongo und in der Zentralafrikanischen Republik vor.[5]
- Dalbergia foliolosa Benth.: Sie kommt in den brasilianischen Bundesstaaten Bahia, Espírito Santo, Minas Gerais, Paraná sowie Rio de Janeiro, Santa Catarina, São Paulo vor.[5]
- Dalbergia fouilloyana Pellegr.: Sie kommt im westlich-zentralen tropischen Afrika vor.[5]
- Dalbergia frutescens (Vell.) Britton (Syn.: Dalbergia variabilis Vogel, Pterocarpus frutescens Vell.): Sie ist beispielsweise in Südamerika weitverbreitet.[5][10]
- Dalbergia funera Standl.: Sie kommt in Guatemala und El Salvador vor.[8]
- Dalbergia gardneriana Benth.
- Dalbergia gautieri Bosser & R.Rabev.: Sie wurde 2005 erstbeschrieben. Es ist nur ein Fundort in Madagaskar in der Provinz Antsiranana bekannt.[6]
- Dalbergia gentillii De Wild.: Sie kommt im westlich-zentralen tropischen Afrika vor.[5]
- Dalbergia gilbertii Cronquist: Sie kommt in Kongo und Gabun vor.[5]
- Dalbergia glaberrima Bosser & R.Rabev.: Die zwei Unterarten kommen in Madagaskar in den Provinzen Antsiranana sowie Mahajanga vor:[6][8]
  - Dalbergia glaberrima subsp. ankaranensis Bosser & R.Rabev.
  - Dalbergia glaberrima Bosser & R.Rabev. subsp. glaberrima
- Dalbergia glabra (Mill.) Standl.: Sie ist von den mexikanischen Bundesstaaten San Luis Potosí, Quintana Roo, Querétaro, Oaxaca, Morelos, Michoacán, México, Hidalgo, Guerrero, Yucatán, Veracruz, Tabasco, Campeche sowie Chiapas über Guatemala, Belize, Costa Rica, El Salvador, Honduras bis Nicaragua weitverbreitet.[10][8]
- Dalbergia glandulosa Benth.: Sie kommt nur im brasilianischen Bundesstaat Mato Grosso vor.[5]
- Dalbergia glauca (Desv.) Amshoff (Syn.: Dalbergia foliosa (Benth.) A.M.Carvalho): Sie ist in Südamerika in Kolumbien, Französisch-Guyana, Guyana, Venezuela und Brasilien verbreitet.[5]
- Dalbergia glaucescens (Benth.) Benth. (Syn.: Miscolobium glaucescens Mart. ex Benth.): Sie kommt in den brasilianischen Bundesstaaten Bahia, Goiás, Minas Gerais sowie Distrito Federal vor.[5][8]
- Dalbergia glaucocarpa Bosser & R.Rabev.: Sie kommt in Madagaskar in den Provinzen Antsiranana sowie Mahajanga vor.[6][8]
- Dalbergia glaziovii Harms: Sie kommt nur im brasilianischen Bundesstaat Rio de Janeiro vor.[5]
- Dalbergia glomerata Hemsl.: Diese gefährdete Art kommt in den mexikanischen Bundesstaaten Chiapas, Oaxaca, Tabasco sowie Veracruz vor.[5][10][8]
- Dalbergia glomeriflora Kurz (Syn.: Dalbergia lacei Thoth.)
- Dalbergia godefroyi Prain
- Dalbergia gossweileri Baker f.: Sie kommt nur in Angola vor.[5]
- Dalbergia gracilis Benth.: Sie kommt in Brasilien und Bolivien vor.[5]
- Dalbergia granadillo Pittier: Diese gefährdete Art kommt in den mexikanischen Bundesstaaten Chiapas, Guerrero, Jalisco, Michoacán, Nayarit sowie Oaxaca vor.[10][8]
- Dalbergia grandibracteata De Wild.: Sie kommt im westlich-zentralen tropischen Afrika vor.[5]
- Dalbergia grandistipula A.M.Carvalho: Sie kommt nur im brasilianischen Bundesstaat Rondônia vor.[5]
- Madagaskar-Palisander (Dalbergia greveana Baill., Syn.: Dalbergia eurybothrya Drake, Dalbergia ikopensis Jum., Dalbergia isaloensis R.Vig., Dalbergia myriabotrys Baker, Dalbergia perrieri Jum.): Sie kommt in Madagaskar in den Provinzen Antsiranana, Fianarantsoa, Mahajanga sowie Toliara vor.[6][8]
- Dalbergia guttembergii A.M.Carvalho: Sie kommt nur im brasilianischen Bundesstaat Roraima vor.[5]
- Dalbergia hainanensis Merr. & Chun: Sie gedeiht in lichten bis dichten Wäldern oder Berghängen in Höhenlagen von 0 bis 700 Metern nur in Hainan.[2]
- Dalbergia hancei Benth.: Sie gedeiht in Höhenlagen von 200 bis 1500 Metern in den chinesischen Provinzen Anhui, Fujian, Guangdong, Guangxi, Guizhou, Hainan, Jiangxi, Sichuan sowie Zhejiang.[2]
- Dalbergia havilandii Prain: Sie kommt in Sumatra, Singapore sowie Borneo vor.[11]
- Dalbergia henryana Prain: Sie gedeiht in Höhenlagen von 700 bis 1300 Meter nur in den chinesischen Provinzen Guizhou sowie südöstliches Yunnan.[2]
- Dalbergia heudelotii Stapf: Sie ist im tropischen Westafrika verbreitet. Es gibt Fundortangaben für die Elfenbeinküste, Benin, Kamerun, Kongo, die Demokratisch Republik Kongo, Äquatorial-Guinea, Guinea, Gabun, Ghana, Liberia, Nigeria, Senegal sowie Sierra Leone.[8]
- Dalbergia hiemalis Malme: Sie kommt nur im brasilianischen Bundesstaat Mato Grosso vor.[5]
- Dalbergia hildebrandtii Vatke (Syn.: Dalbergia boivinii Baill.): Sie kommt in Madagaskar in den Provinzen Antsiranana sowie Mahajanga vor.[6][8]
- Dalbergia hirticalyx Bosser & R.Rabev.: Sie kommt in Madagaskar in den Provinzen Antsiranana, Fianarantsoa sowie Toliara vor. Von dieser gefährdeten Art sind nur wenige Fundorte bekannt.[6][8]
- Dalbergia horrida (Dennst.) Mabb. (Syn.: Amerimnon horridum Dennst., Dalbergia sympathetica Nimmo): Sie kommt in Indien vor.[5]
- Dalbergia hortensis Heringer & al.: Sie kommt in Brasilien vor.[5]
- Dalbergia hoseana Prain: Sie ist nur von der Typusaufsammlung in Sarawak bekannt.[11]
- Dalbergia hostilis Benth.: Sie kommt im westlichen tropischen Afrika und in Angola vor.[5]
- Dalbergia hullettii Prain: Sie kommt auf der Malaiischen Halbinsel, in Singapore und auf Borneo in Sarawak sowie Kalimantan vor.[11]
- Dalbergia humbertii R.Vig.: Sie kommt in Madagaskar in den Provinzen Antsiranana sowie Mahajanga vor.[6][8]
- Dalbergia hupeana Hance: Sie gedeiht in Höhenlagen von 800 bis 1400 Metern weitverbreitet in China.[2]
- Dalbergia hygrophila (Benth.) Hoehne: Sie kommt in Venezuela, Brasilien und Peru vor.[5]
- Dalbergia intermedia A.M.Carvalho: Sie kommt nur im brasilianischen Bundesstaat Pará vor.[5]
- Dalbergia intibucana Standl. & L.O.Williams: Diese gefährdete Art kommt nur in Honduras vor.[8]
- Dalbergia inundata Benth.: Sie kommt in Kolumbien, Venezuela, Guayana, Brasilien und Peru vor.[5]
- Dalbergia iquitosensis Harms: Sie kommt in Brasilien und Peru vor.[5]
- Dalbergia jaherii Burck ex Prain: Sie kommt auf den Molukken und den Key-Inseln vor.[11]
- Dalbergia jingxiensis S.Y.Liu: Dieser Endemit kommt nur in Guangxi nur in Jingxi vor.[2]
- Dalbergia johorensis Sunarno & H.Ohashi: Sie wurde 2002 erstbeschrieben. Sie wurde bisher nur in Johore und Sarawak gefunden.[11]
- Dalbergia junghuhnii Benth. (Syn.: Dalbergia curtisii Prain, Dalbergia sennoides Blume ex Miq., Dalbergia stercoracea Maingay ex Prain, Dalbergia subsympathetica Prain): Sie kommt in Laos, Vietnam, Myanmar, Thailand, auf der Malaiischen Halbinsel, auf Borneo, Java, Sumatra, Sulawesi sowie auf den Aru-Inseln vor.[11]
- Dalbergia kingiana Prain: Dieser Endemit gedeiht an Berghängen in Höhenlagen von etwa 1300 Meter nur in Yunnan nur in Simao.[2]
- Dalbergia kunstleri Prain (Syn.: Dalbergia falcata Prain): Sie kommt auf Perak sowie Borneo vor.[11]
- Dalbergia lactea Vatke: Sie kommt im tropischen Afrika vor.[5]
- Dalbergia lanceolaria L. f. (Syn.: Amerimnon lanceolarium (L. f.) Kuntze, Dalbergia arborea B.Heyne ex Roth, Dalbergia bhutanica Thoth., Dalbergia frondosa Roxb., Dalbergia lanceolata Zipp. ex Span., Dalbergia zeylanica Roxb.): Es gibt etwa vier Subtaxa:
  - Dalbergia lanceolaria var. errans (Craib) Niyomdham (Syn.: Dalbergia errans Craib) Sie hat seit 1996 den Rang einer Varietät.
  - Dalbergia lanceolaria var. lakhonensis (Gagnep.) Niyomdham & P.H.Hô (Syn.: Dalbergia lakhonensis Gagnep.)
  - Dalbergia lanceolaria L. f. var. lanceolaria: Sie ist in Indien beheimatet. Sie wird als Zierpflanze verwendet. Das Holz ist weniger gut als bei vielen anderen Arten dieser Gattung. Die medizinischen Wirkungen wurden untersucht.[13]
  - Dalbergia lanceolaria subsp. paniculata (Roxb.) Thoth.
- Dalbergia lastoursvillensis Pellegr.: Sie kommt nur in Gabun vor.[5]
- Dalbergia lateriflora Benth.: Sie kommt in Brasilien vor.[5]
- Ostindischer Palisander (Dalbergia latifolia Roxb., Syn.: Dalbergia latifolia DC., Dalbergia javanica Miq.): Er ist in Indien, Nepal sowie Sikkim beheimatet.[8][11] Das Holz wird zu Furnieren und Möbeln verarbeitet. Die Laubblätter dienen als Futter.[13] Er wird z. B. auch in Indonesien angebaut.[2]
- Dalbergia laxiflora Micheli: Sie kommt in der Demokratischen Republik Kongo und in der Zentralafrikanischen Republik vor.[8]
- Dalbergia lemurica Bosser & R.Rabev.: Dieser Endemit kommt in Madagaskar nur in der Provinz Toliara vor.[6][8]
- Dalbergia librevillensis Pellegr.: Sie kommt in Kongo und Gabun vor.[5]
- Dalbergia longepedunculata J.Linares & M.Sousa:[9][10] Von dieser gefährdeten Art sind nur drei bis fünf Fundorte in den mexikanischen Bundesstaaten Oaxaca sowie Chiapas und in Honduras bekannt.[8]
- Dalbergia louisii Cronquist: Sie kommt in Nigeria und im westlich-zentralen tropischen Afrika vor.[5][8]
- Dalbergia louvelii R.Vig.: Dieser Endemit kommt in Madagaskar nur in der Provinz Toamasina vor. Von dieser gefährdeten Art sind höchstens fünf Fundorte bekannt.[6][8]
- Dalbergia luteola J.Linares & M.Sousa:[9][10] Von dieser gefährdeten Art sind 2019 nur zwei Fundorte bekannt. Der eine Fundort befindet sich in La Trinitaria im mexikanischen Bundesstaat Chiapas und der andere in Nentón in Guatemala.[8]
- Dalbergia macrosperma Baker: Sie kommt nur in Angola vor.[5]
- Dalbergia madagascariensis Vatke: Es gibt etwa drei Subtaxa:[6][8]
  - Dalbergia madagascariensis subsp. antongilensis Bosser & R.Rabev.: Sie kommt in Madagaskar in den Provinzen Antsiranana sowie Toamasina vor.[6]
  - Dalbergia madagascariensis Vatke subsp. madagascariensis: Sie kommt in Madagaskar vor.[6]
  - Dalbergia madagascariensis var. poolii (Baker) Bosser & R.Rabev. (Syn.: Dalbergia cloiselii Drake, Dalbergia poolii Baker): Sie kommt in Madagaskar vor.[6]
- Dalbergia malabarica Prain
- Dalbergia malangensis Sousa
- Dalbergia mammosa Pierre: Diese gefährdete Art kommt nur in Vietnam vor.[8]
- Dalbergia manongarivensis Bosser & R. Rabev.: Sie wurde 2005 aus Madagaskar erstbeschrieben. Sie ist bisher nur vom Typusexemplar bekannt.[6]
- Dalbergia marcaniana Craib
- Dalbergia maritima R.Vig.: Die zwei Varietäten kommen in Madagaskar in den Provinzen Antsiranana, Toamasina sowie Toliara vor:[6][8]
  - Dalbergia maritima R.Vig. var. maritima
  - Dalbergia maritima var. pubescens Bosser & R.Rabev.
- Dalbergia martinii F.White: Sie kommt in Sambia, Simbabwe und Namibia vor.[5]
- Dalbergia mayumbensis Baker f.: Sie ist vom tropischen bis südlichen Afrika weitverbreitet. Es gibt Fundortangaben für die Elfenbeinküste, Angola, Burkina Faso, Kamerun, die Zentralafrikanische Republik, Kongo, die Demokratische Republik Kongo, Gabun, Äquatorial-Guinea, Guinea, Guinea-Bissau, Liberia, Mali, Senegal, Sierra Leone, Togo sowie Simbabwe.[8]
- Dalbergia mearnsi De Wild.
- Dalbergia melanocardium Pittier: Diese gefährdete Art kommt im mexikanischen Bundesstaat Chiapas, in El Salvador, Honduras sowie Nicaragua vor.[10][8]
- Dalbergia melanoxylon Guill. & Perr. – Handelsbezeichnung Grenadill (engl. african blackwood): Sie ist vom tropischen bis ins südliche Afrika verbreitet.[5] Ihr südlichstes Verbreitungsgebiet sind die südafrikanischen Provinzen Limpopo sowie Mpumalanga.[12]
- Dalbergia menoeides Prain: Sie kommt in Thailand, Perak, Java sowie Talaud vor.[11][8]
- Dalbergia mexicana Pittier
- Dalbergia microphylla Chiov.: Sie kommt in Äthiopien, Somalia, Kenia und im nördlichen Tansania vor.[5]
- Dalbergia millettii Benth.: Sie gedeiht in Höhenlagen von 300 bis 800 Metern in den chinesischen Provinzen Guangdong, Guangxi, Shaanxi sowie Zhejiang.[2]
- Dalbergia mimosella (Blanco) Prain (Syn.: Amerimnon mimosella Blanco, Dalbergia davaoensis Elmer, Dalbergia minahassae Koord.): Sie kommt Singapore, Borneo, Sulawesi, Sumatra Java und auf den Philippinen vor.[11]
- Dalbergia mimosoides Franch.: Sie gedeiht weitverbreitet in Höhenlagen von 800 bis 2000 Metern in China.[2]
- Dalbergia minutiflora Sunarno & H.Ohashi: Sie wurde 2016 aus Irian Jaya erstbeschrieben.[11]
- Dalbergia miscolobium Benth. (Syn.: Dalbergia violacea (Vogel) Malme, Miscolobium violaceum Vogel): Sie kommt in Brasilien und in Paraguay vor.[5]
- Dalbergia modesta J.Linares & M.Sousa: Sie kommt in den mexikanischen Bundesstaaten Oaxaca sowie Chiapas vor.[9][10][8]
- Dalbergia mollis Bosser & R.Rabev.: Dieser Endemit kommt in Madagaskar nur in der Provinz Mahajanga vor.[6][8]
- Dalbergia monetaria L. f.: Sie ist in der Neotropis von Mexiko über Zentralamerika und auf karibischen Inseln bis Südamerika verbreitet.[5][10][8]
- Dalbergia monophylla G.A.Black: Sie kommt in Brasilien vor.[5]
- Dalbergia monticola Bosser & R.Rabev.: Sie kommt in Madagaskar in den Provinzen Antsiranana, Fianarantsoa, Mahajanga sowie Toamasina vor.[6][8]
- Dalbergia multifoliolata Adema: Sie wurde 2016 aus Luzon erstbeschrieben.[11]
- Dalbergia multijuga E.Mey.: Sie kommt in den südafrikanischen Provinzen Ostkap sowie südliches KwaZulu-Natal vor.[8][12]
- Dalbergia negrensis (Radlk.) Ducke: Sie kommt in Brasilien vor.[5]
- Dalbergia neoperrieri Bosser & R.Rabev.: Sie kommt in Madagaskar in den Provinzen Antsiranana, Mahajanga sowie Toliara vor.[6][8]
- Dalbergia ngounyensis Pellegr.: Sie kommt nur in Gabun vor.[5]
- Brasilianischer Palisander oder Rio-Palisander (Dalbergia nigra (Vell.) Allemão ex Benth.): Diese durch CITES Appendix I geschützte Art ist in den brasilianischen Bundesstaaten São Paulo, Rio de Janeiro, Minas Gerais, Espírito Santo sowie Bahia verbreitet. Die größten Bestände befinden sich im südlichen Bahia sowie nördlichen Espírito Santo. Aufgrund des sehr wertvollen Holzes erfolgt fortlaufend entnahmen von Exemplaren aus Primärwaldbeständen. Die natürliche Regeneration ist gering, da die Ausbreitung der Diasporen durch Nagetiere erfolgt.[8]
- Dalbergia nitida (Benth.) Hoehne
- Dalbergia nitidula Baker (Syn.: Dalbergia mossambicensis Harms): Sie ist vom tropischen bis ins südliche Afrika weitverbreitet. Es gibt Fundortangaben für Kenia, Angola, Burundi, Demokratische Republik Kongo, Malawi, Mosambik, Ruanda, Tansania, Uganda, Sambia, Simbabwe, Namibia, und die südafrikanischen Provinzen KwaZulu-Natal, Limpopo sowie Mpumalanga.[8][12]
- Dalbergia noldeae Harms
- Dalbergia normandii Bosser & R.Rabev.: Sie kommt in Madagaskar in den Provinzen Antsiranana sowie Toamasina vor. Von dieser gefährdeten Art sind nur wenige Fundorte bekannt.[6][8]
- Dalbergia oblongifolia G.Don: Sie kommt im tropischen Westafrika vor.[5]
- Dalbergia obovata E.Mey.: Sie kommt in Tansania, Mosambik und in den südafrikanischen Provinzen Ostkap, KwaZulu-Natal sowie Limpopo vor.[8][12]
- Dalbergia obtusa Lecomte (Syn.: Dalbergia retusa Baill. non Hemsl.): Sie kommt in Madagaskar nur in der Provinz Antsiranana vor.[6]
- Dalbergia obtusifolia (Baker) Prain: Sie gedeiht in Höhenlagen von 800 bis 1300 Metern in den chinesischen Provinzen Guizhou sowie südliches Yunnan.[2]
- Dalbergia occulta Bosser & R.Rabev.: Sie wurde 2005 erstbeschrieben. Von dieser gefährdeten Art sind höchstens fünf Fundorte bekannt. Sie kommt in Madagaskar nur in der Toamasina vor.[6][8]
- Dalbergia odorifera T.C.Chen: Sie gedeiht in Höhenlagen von 100 bis 500 Metern in den chinesischen Provinzen Fujian, Hainan sowie Zhejiang.[2][8]
- Dalbergia oligophylla Hutch. & Dalziel: sie ist im tropischen westlichen-zentralen Afrika und Westafrika verbreitet. Es gibt Fundortangaben für die Elfenbeinküste, Liberia, Kongo, Gabun, Äquatorial-Guinea, Guinea und Kamerun (Mt. Cameroon, Bafut-Ngemba, Bali-Ngemba, Mt. Kupe, Mwanenguba) Nigeria (nur das Obudu Plateau).[8]
- Dalbergia oliveri Prain: Diese gefährdete Art kommt in Myanmar, Thailand sowie Vietnam vor.[8]
- Dalbergia orientalis Bosser & R.Rabev.: Sie kommt in Madagaskar in den Provinzen Fianarantsoa, Toamasina sowie Toliara vor.[6][8]
- Dalbergia ovata Benth. (Syn.: Dalbergia floribunda Craib): Sie kommt in Thailand, Myanmar, Laos, Vietnam sowie Bangladesch vor.[8]
- Dalbergia pachycarpa (De Wild. & T.Durand) De Wild.: Sie kommt im westlich-zentralen tropischen Afrika und in Angola vor.[5]
- Dalbergia palo-escrito Rzed.: Sie kommt in den mexikanischen Bundesstaaten Guerrero, Hidalgo, Morelos, Oaxaca, Querétaro sowie San Luis Potosí vor.[8]
- Dalbergia parviflora Roxb. (Syn.: Dalbergia corymbifera Blume ex Miq., Dalbergia cumingii Benth., Dalbergia forbesii Prain, Dalbergia zollingeriana Miq.): Sie kommt in Brunei, Indonesien (Bali, Jawa, Kalimantan, Maluku, Sulawesi, Sumatra), Malaysia (Malaiische Halbinsel, Sarawak, Sabah), Myanmar, Singapore sowie Thailand vor.[11][8]
- Dalbergia paucifoliolata Lundell
- Dalbergia peguensis Thoth.
- Dalbergia peishaensis Chun & T.Chen: Sie gedeiht in dichten Wäldern nur in Hainan.[2][8]
- Dalbergia peltieri Bosser & R.Rabev. (Syn.: Dalbergia microcarpa R.Vig.): Sie kommt in Madagaskar in den Provinzen Antsiranana, Mahajanga sowie Toliara vor.[6][8]
- Dalbergia pervillei Vatke: Sie kommt in Madagaskar in den Provinzen Fianarantsoa, Mahajanga sowie Toliara vor.[6][8]
- Dalbergia pilosa Adema: Sie wurde 2016 aus Borneo erstbeschrieben. Sie wurde bisher nur auf dem Mt. Kinabalu in Sabah und in Matang in Sarawak gefunden.[11][11]
- Dalbergia pinnata (Lour.) Prain (Syn.: Amerimnon pinnatum Lour., Dalbergia blumei Hassk., Dalbergia dubia Elmer, Dalbergia multijuga Graham, Dalbergia pinatubensis Elmer, Dalbergia tamarindifolia Roxb.): Sie kommt in Tibet, in den chinesischen Provinzen Guangxi, Hainan sowie Yunnan, Nepal, Assam, Bangladesh, Indien, Thailand, Myanmar, Vietnam, Laos, Malaysia, Sulawesi, auf Borneo, Sumatra, Java, Flores, Ambon und auf den Andamanen, Philippinen vor.[11][2][8]
- Dalbergia pluriflora Baker f.: Sie kommt nur in Angola vor.[5]
- Dalbergia polyadelpha Prain: Sie kommt in Guangxi, Guizhou, Yunnan und im nördlichen Vietnam vor.[2]
- Dalbergia polyphylla Benth.
- Dalbergia prainii Thoth.
- Dalbergia pseudoovata Thoth.
- Dalbergia pseudobaronii R.Vig.: Sie kommt in Madagaskar nur in der Provinz Antsiranana vor.[6][8]
- Dalbergia pseudoviguieri Bosser & R. Rabev.: Sie wurde 2005 aus Madagaskar erstbeschrieben. Sie ist bisher nur aus der Provinz Antsiranana in Madagaskar bekannt.[6]
- Dalbergia purpurascens Baill.: Sie kommt in Madagaskar in den Provinzen Antsiranana, Fianarantsoa, Mahajanga, Toamasina sowie Toliara vor.[6][8]
- Dalbergia ramosii Sunarno & Ohashi: Sie wurde 2016 aus Luzon erstbeschrieben. Sie ist nur vom Typusexemplar bekannt.[11]
- Dalbergia reniformis Roxb.: Sie kommt in Bangladesch, Indien und Myanmar vor.[8]
- Dalbergia reticulata Merr.: Sie kommt nur auf den philippinischen Inseln Luzon sowie Jolo vor.[11]
- Dalbergia retusa Hemsl. non Baill. – Handelsbezeichnung Cocobolo: Je nach Autor gibt es etwa drei Varietäten:
  - Dalbergia retusa var. cuscatlanica (Standl.) Rudd (Syn.: Dalbergia cuscatlanica (Standl.) Standl., Dalbergia lineata Pittier, Dalbergia pacifica Standl. & Steyerm., Dalbergia retusa var. lineata (Pittier) Rudd, Dalbergia retusa var. pacifica (Standl. & Steyerm.) Rudd): Sie kommt nur in Honduras vor.[10]
  - Dalbergia retusa var. hypoleuca (Pittier) Rudd (Syn.: Dalbergia hypoleuca Pittier): Sie kommt nur in Costa Rica vor.
  - Dalbergia retusa Hemsl. var. retusa: Diese gefährdete Varietät gedeiht nur auf der pazifischen Seite Zentralamerikas. 2019 konnten Fundorte in Belize, Costa Rica, El Salvador, Guatemala, Honduras, Nicaragua sowie Panama bestätigt werden. Die Berichte aus Mexiko wurden 2019 als Fehlbestimmungen bewertet.[10][8]
- Dalbergia revoluta Ducke: Sie kommt in Venezuela, Guayana, Französisch-Guayana und in Brasilien vor.[5]
- Dalbergia rhachiflexa J.Linares & M.Sousa: Von dieser gefährdeten Art konnten 2019 nur zwei Fundorte bestätigt werden. Sie kommt nur in den mexikanischen Bundesstaaten Michoacán sowie Guerrero vor.[9][8]
- Dalbergia richardsii Sunarno & Ohashi: Sie wurde 1997 aus Sarawak erstbeschrieben. Sie ist nur von der Typusaufsammlung bekannt.[11]
- Dalbergia riedelii (Benth.) Sandwith: Sie kommt in Südamerika vor.[5]
- Dalbergia rimosa Roxb. (Syn.: Dalbergia discolor Blume ex Miq., Dalbergia mengsuoensis Y.Y.Qian, Dalbergia rimosa var. griffithii Thoth., Dalbergia rimosa var. laevis Thoth.): Sie kommt in Yunnan, im nordöstlichen indischen Bundesstaat Assam, in Laos, Myanmar, Thailand, Kambodscha, Laos, Vietnam, Malaysia, auf Borneo, Sulawesi, Java und auf den philippischen Balabac-Inseln vor.[11][2][8]
- Dalbergia riparia (Mart.) Benth.: Sie kommt in Ecuador, Peru und in Brasilien vor.[5]
- Dalbergia rostrata Hassk. (Syn.: Dalbergia championii Thwaites, Dalbergia confusa Blume ex Miq., Dalbergia pseudosissoo Miq., Dalbergia rostrata Graham ex Prain, Dalbergia simplicifolia Merr., Dalbergia subalternifolia (Elmer) Merr.): Sie ist in Sri Lanka, Indien, Thailand und in Malesien auf Sumatra, auf der Malaiischen Halbinsel, in Singapore, auf Java, Borneo, Palawan, auf den Molukken und in Irian Jaya verbreitet.[11]
- Dalbergia rubiginosa Roxb. (Syn.: Dalbergia beddomei Thoth.)
- Dalbergia ruddiae J.Linares & M.Sousa: Diese gefährdete Art hat ein dijunktes Areal in Mexiko sowie Costa Rica. In Mexiko sind Fundorte in der Küstenregion Chiapas in der Soconusco-Region zwischen Escuintla, Acacoyagua und La Esperanza bekannt. In Costa Rica kommt sie nur in Heredia sowie San José vor. Es gab einen Bericht aus Nicaragua der 2020 nicht bestätigt ist.[9][10][8]
- Dalbergia rufa G.Don (Syn.: Dalbergia kisantuensis De Wild. & T.Durand, Dalbergia lagosana Harms, Dalbergia pubescens Hook. f.): Sie kommt im westlichen und im westlich-zentralen tropischen Afrika vor.[5]
- Dalbergia rugosa Hepper: Sie kommt in Liberia und Sierre Leone vor.[5]
- Dalbergia sacerdotum Prain
- Dalbergia salvanaturae J.Linares & M.Sousa: Von dieser gefährdeten Art sind nur zwei Fundorte in El Salvador bekannt.[9][10][8]
- Dalbergia sambesiaca Schinz: Sie ist nur von einer Aufsammlung 1891 aus Mosambik bekannt. An diesem angegebenen Fundort wird sie 2020 nicht gefunden. Ob diese Art in anderen Gebieten vorkommt, ist unbekannt.[8]
- Dalbergia sampaioana Kuhlm. & Hoehne: Sie kommt nur im brasilianischen Bundesstaat Rio de Janeiro vor.[5]
- Dalbergia sandakanensis Sunarno & Ohashi: Sie wurde 1997 aus Borneo erstbeschrieben. Sie kommt dort im Tiefland-Primärwald in Sabah sowie Kalimantan vor.[11]
- Dalbergia saxatilis Hook. f.: Sie ist im tropischen Afrika weitverbreitet. Es gibt Fundortangaben für die Elfenbeinküste, Liberia, Mali, Nigeria, Senegal, Sierra Leone, Togo, Benin, Kamerun, die Zentralafrikanische Republik, Kongo, die Demokratische Republik Kongo, Äquatorial-Guinea, Guinea, Guinea-Bissau, Gabun, Ghana und Angola.[8]
- Dalbergia scortechinii (Prain) Prain
- Dalbergia sericea G.Don (Syn.: Dalbergia hircina Buch.-Ham. ex Benth., Dalbergia stenocarpa Kurz): Sie kommt im südöstlichen Tibet (nur in Zayü), nordöstlichen Indien, in Bhutan, Myanmar, Nepal und im nördlichen Vietnam vor.[2]
- Dalbergia setifera Hutch. & Dalziel: Diese gefährdete Art kommt nur in Ghana vor. Die Daten stammen von 1998, ein aktuelles Monitoring sollte erfolgen.[8]
- Dalbergia simpsonii Rudd[8]
- Dalbergia sissoo Wight & Arn.: Sie ist in Indien und auf Java beheimatet.[11][10][8] Die Handelsnamen für das Holz sind Sheesham-, Shisham-Palisander und diese Art wird in vielen tropischen Gebieten angebaut.[11]
- Dalbergia spinosa Roxb.: Sie kommt in Indien, Bangladesch, Myanmar, Vietnam und auf den Philippinen vor.[5]
- Amazonas-Palisander (Dalbergia spruceana (Benth.) Benth.): Sie kommt im brasilianischen Bundesstaat Amazonas vor.
- Dalbergia stenophylla Prain: Sie kommt in Guangxi, Guizhou, Hubei, Sichuan und Vietnam vor.[2]
- Honduras-Palisander (Dalbergia stevensonii Standl.): Er kommt in Belize sowie Guatemala vor.[10][5]
- Dalbergia stipulacea Roxb. (Syn.: Dalbergia ferruginea Roxb.): Sie kommt in Yunnan, Kambodscha, nordöstlichen Indien, Laos, Malaysia, Myanmar, Thailand und Vietnam vor.[2][8]
- Dalbergia suaresensis Baill. (Syn.: Dalbergia bernieri Baill.): Diese gefährdete Art  kommt in Madagaskar nur in der Provinz Antsiranana vor.[6][8]
- Dalbergia subcymosa Ducke: Sie kommt in Venezuela, Guayama, Französisch-Guayana und in Brasilien vor.[5]
- Dalbergia succirubra Gagnep. & Craib
- Dalbergia tabascana Pittier: Sie kommt in Mexiko vor.[10]
- Dalbergia teijsmannii Sunarno & Ohashi
- Dalbergia teixeirae Sousa: Sie kommt in Angola vor.[5]
- Dalbergia tephrosioides Wight & Arn.
- Dalbergia thomsonii Benth.
- Dalbergia thorelii Gagnep.
- Dalbergia tilarana N.Zamora: Diese gefährdete Art kommt wohl nur auf dem Festland in Costa Rica vor. Es gibt nur zwei oder drei Fundorte. Ein Fundort in Panama konnte nicht bestätigt werden.[10][8]
- Dalbergia tinnevelliensis Thoth.
- Dalbergia tonkinensis Prain: Sie kommt nur in Hainan und im nördlichen Vietnam vor.[2][8]
- Dalbergia travancorica Thoth.: Sie galt als ausgestorben. 2002 wurde sie im vegetativen Zustand und 2015 blühend in den südlichen Western Ghats in Indien wiedergefunden. Sie gedeiht als Liane in einem heiligen Hain des Sri Dharma Sastha Tempels Kavu in Kariyavattom im indischen Bundesstaat Kerala.[14]
- Dalbergia trichocarpa Baker (Syn.: Dalbergia boinensis Jumelle, Dalbergia perrieri Drake): Sie kommt in Madagaskar in den Provinzen Antsiranana, Mahajanga sowie Toliara vor.[6][8]
- Dalbergia tricolor Drake: Sie kommt in Madagaskar in den Provinzen Fianarantsoa, Mahajanga sowie Toliara vor.[6][8]
- Dalbergia tsaratananensis Bosser & R.Rabev.: Sie kommt in Madagaskar in den Provinzen Antsiranana sowie Mahajanga vor. Von dieser gefährdeten Art sind nur wenige Fundorte bekannt.[6][8]
- Dalbergia tsiandalana R.Vig.: Dieser Endemit kommt in Madagaskar nur in der Provinz Mahajanga vor. Von dieser gefährdeten Art sind nur wenige Fundorte bekannt.[6][8]
- Dalbergia tsoi Merr. & Chun: Sie gedeiht in dichten Wäldern in Höhenlagen von 100 bis 900 Metern nur in Hainan.[2]
- Korallen-Palisander (Dalbergia tucurensis Donn.Sm.): Er kommt von Mexiko über Guatemala sowie Honduras bis Nicaragua vor.[10][8]
- Dalbergia teysmannii Sunarno & H.Ohashi: Sie wurde 1996 aus Sulawesi erstbeschrieben. Sie ist bisher nur vom Typusexemplar bekannt.[11]
- Dalbergia uarandensis (Chiov.) Thulin: Sie kommt nur in Somalia vor.[5]
- Dalbergia urschii Bosser & R.Rabev.: Dieser Endemit kommt in Madagaskar nur in der Provinz Antsiranana vor. Von dieser gefährdeten Art sind nur wenige Fundorte bekannt.[6][8]
- Dalbergia vacciniifolia Vatke: Sie ist relativ weitverbreitet vom südöstlichen Kenia in den Shimba-Hüglen sowie in Taru und südlich reicht ihr Areal bis zur Küste Tansanias sowie der Insel Sansibar.[8]
- Dalbergia velutina Benth. (Syn.: Dalbergia abbreviata Craib, Dalbergia pierreana Prain, Dalbergia velutina var. annamensis Niyomdham): Es gibt etwa zwei Varietäten:[11]
  - Dalbergia velutina var. maingayi Prain: Sie kommt in Malesien: auf der Malaiischen Halbinsel (nur in Negri Sembilan), in Singapore, in Kalimantan vor.[11]
  - Dalbergia velutina Benth. var. velutina: Sie kommt in Indien, Myanmar, Thailand und auf der Malaiischen Halbinsel (nur in Trengganu) vor.[11]
- Dalbergia verrucosa Craib
- Dalbergia viguieri Bosser & R.Rabev.: Sie kommt in Madagaskar nur in der Provinz Antsiranana vor.[6][8]
- Dalbergia villosa (Benth.) Benth.: Sie kommt in den brasilianischen Bundesstaaten Bahia, Minas Gerais sowie São Paulo vor.[5]
- Dalbergia volubilis Roxb.: Sie kommt im südwestlichen Yunnan, Bangladesch, Indien, Myanmar und Sri Lanka vor.[2]
- Dalbergia wattii C.B.Clarke
- Dalbergia ximengensis Y.Y.Qian: Dieser Endemit gedeiht in Wäldern in Höhenlagen von etwa 1200 Metern in Yunnan nur in Ximeng.[2]
- Dalbergia xerophila Bosser & R.Rabev.: Dieser Endemit kommt in Madagaskar nur in der Provinz Toliara vor. Von dieser gefährdeten Art sind nur wenige Fundorte bekannt.[6][8]
- Dalbergia yunnanensis Franch.: Sie kommt in Myanmar und in den chinesischen Provinzen Guangxi, Guizhou, Sichuan sowie Yunnan vor.[2]

Folgende Arten werden je nach Autor nicht mehr dieser Gattung zugeordnet (Auswahl):
- Dalbergia amorphoides Spreng. → Eysenhardtia polystachya → (Ortega) Sarg.[15]
- Dalbergia barclayi Telfair ex Hook. → Mundulea barclayi (Telfair ex Hook.) R.Vig. ex Du Puy & Labat[6]
- Dalbergia cucullata Pittier → Apuleia leiocarpa (Vogel) J.F.Macbr. (Syn.: Apoleya leiocarpa (Vogel) Gleason, Apoleya molaris (Spruce ex Benth.) Gleason, Apuleia grazielana Afr.Fern., Apuleia molaris Spruce ex Benth., Apuleia praecox Mart.)[16]
- Dalbergia delavayi Franch. → Cladrastis delavayi (Franch.) Prain[5]
- Dalbergia domingensis Turpin ex Pers. → Lonchocarpus sericeus (Poir.) Kunth ex DC.[5]
- Dalbergia heptaphylla Poir. → Lonchocarpus heptaphyllus (Poir.) DC.[5]
- Dalbergia hookerii Bojer → Mundulea sericea subsp. madagascariensis Du Puy & Labat[6]

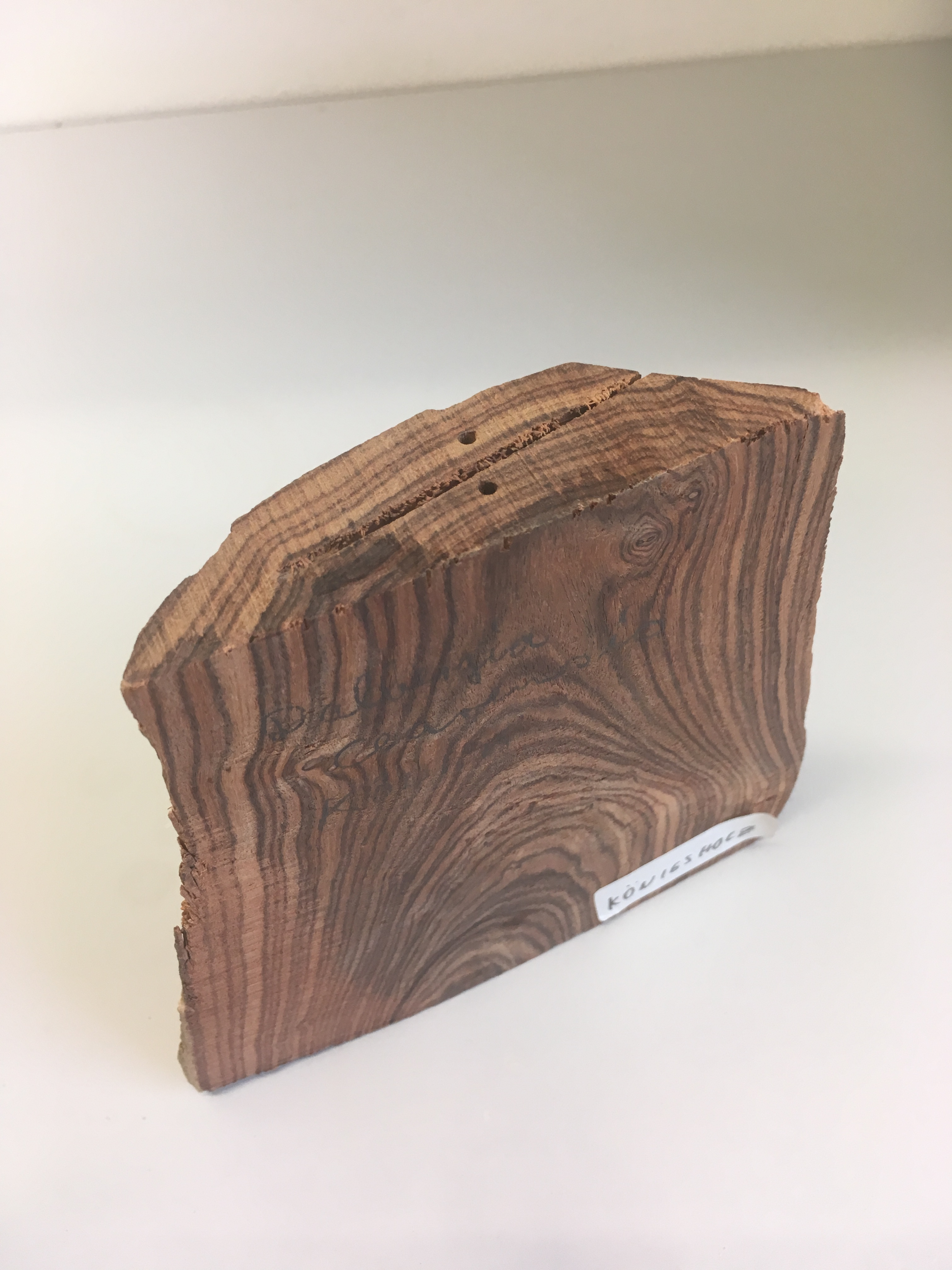
Veilchenholz, Königsholz von Dalbergia cearensis, Radial- und Querschnitt

- Dalbergia nelsii Schinz → Philenoptera nelsii (Schinz) Schrire[5]
- Dalbergia oojeinensis Roxb. → Desmodium oojeinense (Roxb.) H.Ohashi[5]
- Dalbergia pentaphylla Poir. → Lonchocarpus heptaphyllus (Poir.) DC.[5]
- Dalbergia robusta Roxb. ex DC. → Derris robusta (Roxb. ex DC.) Benth.[5]
- Dalbergia rotundifolia Sond. → Pterocarpus rotundifolius subsp. rotundifolius[5]
- Dalbergia scandens Roxb. → Derris scandens (Roxb.) Benth.[5]
- Dalbergia sericea Bojer → Mundulea sericea (Willd.) A.Chev.[6]
- Dalbergia striata Bojer → Mundulea sericea subsp. madagascariensis Du Puy & Labat[6]
- Dalbergia telfairii Bojer → Mundulea sericea subsp. madagascariensis Du Puy & Labat[6]
- Dalbergia timoriensis DC. → Derris scandens (Roxb.) Benth.[5]
- Dalbergia tingens Baill. → Rourea orientalis Baill.[6]
- Dalbergia toxicaria Baill. → Rourea orientalis Baill.[6]

## Nutzung und Schutzstatus
Das Holz vieler Arten der Gattung ist ein begehrtes Edelholz. Die meisten dieser Hölzer werden Palisander genannt, wegen des aromatischen Duftes eines auch „Rosenholz“ (Dalbergia decipularis), ein anderes „Veilchenholz“/Königsholz (Dalbergia cearensis).
Das Holz des Brasilianischen Palisanders oder Rio-Palisanders (Dalbergia nigra) ist sehr begehrt; es ist durch Raubbau mittlerweile so selten, dass es im Anhang I der CITES-Liste geführt wird. Dalbergia latifolia liefert den begehrten Ostindischen Palisander. Dalbergia retusa aus Mittelamerika liefert ein vielseitig verwendbares Holz mit der Handelsbezeichnung Cocobolo. Das afrikanische Dalbergia melanoxylon ist eine der schwersten Holzarten und wird unter dem Namen Grenadill vor allem für den Bau von hochwertigen Holzblasinstrumenten (Klarinetten, Oboen) verwendet.
Seit dem 2. Januar 2017 ist die gesamte Gattung Dalbergia mit Ausnahme von Dalbergia nigra im CITES-Anhang II gelistet.

## Weiterführende Literatur
- Mohammad Vatanparast, Bente B.Klitgård, Frits A. C. B. Adema, R. Toby Pennington, Tetsukazu Yahara, Tadashi Kajita: First molecular phylogeny of the pantropical genus Dalbergia: implications for infrageneric circumscription and biogeography. In: South African Journal of Botany, Volume 89, November 2013, S. 143–149. doi:10.1016/j.sajb.2013.07.001
- Qiwei Li, Jihong Wu, Yesheng Wang, Xiaoming Lian, Feilong Wu, Lin Zhou, Zebo Huang, Shuang Zhu: The phylogenetic analysis of Dalbergia (Fabaceae: Papilionaceae) based on different DNA barcodes. In: Holzforschung, Band 71, Heft 12, De Gruyter, 2017. doi:10.1515/hf-2017-0052
- Sebastian Soosairaj, Prakasam Raja, S. JOHN Britto, B. Balaguru: A new species of Dalbergia (Fabaceae: Dalbergieae) from Tamil Nadu, India. In: Phytotaxa, Volume 360, Issue 3, Juli 2018, S. 282. doi:10.11646/phytotaxa.360.3.8

- Karte mit allen verlinkten Seiten:
- OSM |
- WikiMap